# Az AFC Ajax 2022–2023-as szezonja
A 2022-2023-as szezon az AFC Ajax 67. szezonja az Eredivisie-ben, a holland labdarúgás legmagasabb osztályában. Az amszterdami csapat még mindig az elejétől kezdve jelen van az első osztályban.
A csapat történetének egyik leggyengébb szezonját produkálta idén az Ajax. A szezont a Szuperkupával kezdték amit akárcsak tavaly, idén is elvesztettek a PSV Eindhovennel szemben. A bajnokság is gyengén alakult. A 12. forduló végén még az élen álltak, de aztán többet már nem. Egyre jobban csúsztak lejjebb egészen az ötödik helyig, végül pedig a bronzérmet sikerült csak megszerezniük. A holland kupában egészen a döntőig meneteltek, de ott akárcsak tavaly, idén is kikaptak a PSV csapatától. A nemzetközi porondon való szereplés is gyengén sikerült. A Bajnokok Ligája csoportkörében csupán a 3. helyen végeztek, megszerezve történetük legnagyobb arányú hazai vereségét a nemzetközi kupákban. Tavasszal pedig az Európa Ligában folytatták de már a nyolcaddöntő rájátszásában kiestek. Siker nélkül maradtak.
Az AFC Ajax csapata idén is minden hazai mérkőzését a stadionjában, a Johan Cruijff Arenaban játszotta le.
Az Ajax november 6. és január 26. között összesen 7 nyeretlen bajnoki mérkőzést játszott egymás után. Végül január 26-án az FC Volendam elleni döntetlent követően a vezetőség menesztette Alfred Schreuder vezetőedzőt és segédját, Mathias Kaltenbachot. Azonnal kinevezték ideiglenes vezetőedzőnek a Jong Ajax edzőjét John Heitingat, aki az Ajax akadémiáján nevelkedett és pályafutása alatt több mint 200 mérkőzést játszott az Ajax játékosaként. A szezon befejeztével 11 év után lemondott Edwin van der Sar is, a csapat igazgatója.
A szezon befejeztével visszavonult a csapat legendás kapusa, Maarten Stekelenburg.

## Csapat

### Csapatmezek
- Az Ajax új szerződést kötött a Ziggo-val, így a cég internetszolgáltatója, a GigaNet neve felkerül a mez hátuljára a mezszám alá. A szerződés szerint ez plusz 2 millió eurót fog jelenteni a csapatnak évente.[1]

Gyártó: Adidas /
Mezszponzor: Ziggo
| Hazai | Vendég | Harmadik |

### Játékoskeret
Íme az Ajax játékoskerete a szezonban. Ezen a listán a csapat azon játékosai szerepelnek akik legalább 1 tétmérkőzésen pályára léptek. Akik csupán a barátságos mérkőzéseken jutottak szerephez, ők nem szerepelnek a listán. Ilyenek leginkább azok akik már a szezon első tétmérkőzése előtt eligazoltak, vagy azok a fiatalok akik a szezon közben még a fiatalcsapatokban játszottak.
A játékosok nevei után a szezonban lejátszott tétmérkőzések és a szerzett gólok számai szerepelnek.
| Mez           | Ország    | Név                        | Pozíció   | Bajnokság | Bajnokság | Kupa     | Kupa    | Szuperkupa | Szuperkupa | Nemzetközi | Nemzetközi | ÖSSZESEN | ÖSSZESEN | Szerződés vége       | Szezon  |         |         |         |         |
| Mez           | Ország    | Név                        | Pozíció   | Mérkőzés  | Gólok     | Mérkőzés | Gólok   | Mérkőzés   | Gólok      | Mérkőzés   | Gólok      | Mérkőzés | Gólok    | Szerződés vége       | Szezon  |         |         |         |         |
| KAPUSOK       | KAPUSOK   | KAPUSOK                    | KAPUSOK   | KAPUSOK   | KAPUSOK   | KAPUSOK  | KAPUSOK | KAPUSOK    | KAPUSOK    | KAPUSOK    | KAPUSOK    | KAPUSOK  | KAPUSOK  | KAPUSOK              | KAPUSOK | KAPUSOK | KAPUSOK | KAPUSOK | KAPUSOK |
| ------------- | --------- | -------------------------- | --------- | --------- | --------- | -------- | ------- | ---------- | ---------- | ---------- | ---------- | -------- | -------- | -------------------- | ------- | ------- | ------- | ------- | ------- |
| 1             | holland   | Maarten Stekelenburg       | K         | 0         | 0         | 0        | 0       | 0          | 0          | 0          | 0          | 0        | 0        | 2023                 | 12.     |         |         |         |         |
| 12            | argentína | Gerónimo Rulli             | K         | 19        | 0         | 4        | 0       | 0          | 0          | 2          | 0          | 25       | 0        | 2026                 | 1.      |         |         |         |         |
| 22            | holland   | Remko Pasveer              | K         | 15        | 0         | 1        | 0       | 0          | 0          | 6          | 0          | 22       | 0        | 2023                 | 2.      |         |         |         |         |
|               | holland   | Jay Gorter                 | K         | 0         | 0         | 0        | 0       | 1          | 0          | 0          | 0          | 1        | 0        | Kölcsönbe ment       | 2.      |         |         |         |         |
| VÉDŐK         |           |                            |           |           |           |          |         |            |            |            |            |          |          |                      |         |         |         |         |         |
| 2             | holland   | Jurriën Timber             | KH / JH   | 34        | 2         | 4        | 0       | 1          | 0          | 8          | 0          | 47       | 2        | 2025                 | 4.      |         |         |         |         |
| 3             | nigéria   | Calvin Bassey              | KH / BH   | 25        | 1         | 5        | 0       | 1          | 0          | 8          | 0          | 39       | 1        | 2027                 | 1.      |         |         |         |         |
| 5             | hollandia | Owen Wijndal               | BH        | 20        | 0         | 4        | 0       | 1          | 0          | 3          | 0          | 28       | 0        | 2027                 | 1.      |         |         |         |         |
| 15            | holland   | Devyne Rensch              | JH / BH   | 26        | 3         | 3        | 0       | 1          | 0          | 6          | 0          | 36       | 3        | 2025                 | 3.      |         |         |         |         |
| 19            | mexikó    | Jorge Sánchez              | JH        | 17        | 2         | 4        | 1       | 0          | 0          | 5          | 0          | 26       | 3        | 2026                 | 1.      |         |         |         |         |
| 25            | holland   | Youri Baas                 | BH        | 6         | 0         | 1        | 0       | 0          | 0          | 3          | 0          | 10       | 0        | 2026                 | 1.      |         |         |         |         |
| 26            | holland   | Youri Reeger               | JH / VKP  | 3         | 0         | 0        | 0       | 0          | 0          | 0          | 0          | 3        | 0        | 2025                 | 2.      |         |         |         |         |
| 43            | holland   | Olivier Aertssen           | KH        | 0         | 0         | 1        | 0       | 0          | 0          | 0          | 0          | 1        | 0        | 2025                 | 1.      |         |         |         |         |
| 57            | holland   | Jarrel Hato                | KH        | 11        | 0         | 4        | 0       | 0          | 0          | 0          | 0          | 15       | 0        | 2025                 | 1.      |         |         |         |         |
|               | holland   | Perr Schuurs               | KH        | 2         | 0         | 0        | 0       | 1          | 0          | 0          | 0          | 3        | 0        | Nyáron eligazolt     | 5.      |         |         |         |         |
|               | holland   | Daley Blind                | BH        | 13        | 0         | 0        | 0       | 1          | 0          | 5          | 0          | 19       | 0        | Télen eligazolt      | 11.     |         |         |         |         |
|               | argentína | Lisandro Magallán          | KH        | 2         | 0         | 0        | 0       | 0          | 0          | 0          | 0          | 2        | 0        | Télen eligazolt      | 3.      |         |         |         |         |
| KÖZÉPPÁLYÁSOK |           |                            |           |           |           |          |         |            |            |            |            |          |          |                      |         |         |         |         |         |
| 4             | mexikó    | Edson Álvarez              | VKP / KH  | 31        | 3         | 4        | 0       | 1          | 0          | 8          | 1          | 44       | 4        | 2025                 | 4.      |         |         |         |         |
| 6             | holland   | Davy Klaassen              | TKP       | 33        | 8         | 5        | 1       | 1          | 0          | 7          | 1          | 46       | 10       | 2024                 | 9.      |         |         |         |         |
| 8             | holland   | Kenneth Taylor             | VKP       | 32        | 8         | 3        | 1       | 1          | 0          | 8          | 0          | 44       | 9        | 2027                 | 3.      |         |         |         |         |
| 20            | ghána     | Mohammed Kudus             | TKP / SZT | 30        | 11        | 3        | 1       | 1          | 1          | 8          | 5          | 42       | 18       | 2025                 | 3.      |         |         |         |         |
| 21            | ausztria  | Florian Grillitsch         | VKP       | 10        | 0         | 3        | 0       | 0          | 0          | 5          | 0          | 18       | 0        | 2023                 | 1.      |         |         |         |         |
| 23            | holland   | Steven Berghuis            | TKP / SZT | 29        | 9         | 4        | 0       | 1          | 0          | 8          | 2          | 42       | 11       | 2025                 | 2.      |         |         |         |         |
| 28            | holland   | Kian Fitz-Jim              | VKP       | 2         | 0         | 2        | 0       | 0          | 0          | 0          | 0          | 4        | 0        | 2024                 | 1.      |         |         |         |         |
| 41            | holland   | Silvano Vos                | VKP       | 2         | 0         | 1        | 0       | 0          | 0          | 0          | 0          | 3        | 0        | 2024                 | 1.      |         |         |         |         |
| TÁMADÓK       |           |                            |           |           |           |          |         |            |            |            |            |          |          |                      |         |         |         |         |         |
| 7             | holland   | Steven Bergwijn            | SZT       | 32        | 12        | 4        | 1       | 1          | 1          | 8          | 2          | 45       | 16       | 2027                 | 1.      |         |         |         |         |
| 9             | holland   | Brian Brobbey              | KCS       | 32        | 13        | 4        | 1       | 1          | 0          | 7          | 0          | 44       | 14       | 2027                 | 3.      |         |         |         |         |
| 10            | szerb     | Dušan Tadić                | SZT / KCS | 34        | 11        | 5        | 2       | 1          | 0          | 7          | 0          | 47       | 13       | 2024                 | 5.      |         |         |         |         |
| 18            | olasz     | Lorenzo Lucca (kölcsönben) | KCS       | 14        | 2         | 1        | 0       | 0          | 0          | 1          | 0          | 16       | 2        | 2023                 | 1.      |         |         |         |         |
| 35            | portugál  | Francisco Conceição        | SZT / KCS | 19        | 0         | 5        | 0       | 0          | 0          | 4          | 1          | 28       | 1        | 2027                 | 1.      |         |         |         |         |
| 37            | dánia     | Christian Rasmussen        | KCS / SZT | 2         | 0         | 1        | 0       | 0          | 0          | 0          | 0          | 3        | 0        | 2024                 | 1.      |         |         |         |         |
| 39            | belga     | Mika Godts                 | SZT / TKP | 3         | 0         | 1        | 0       | 0          | 0          | 0          | 0          | 4        | 0        | 2025                 | 1.      |         |         |         |         |
|               | brazil    | Antony                     | SZT       | 2         | 1         | 0        | 0       | 1          | 1          | 0          | 0          | 3        | 2        | Nyáron eligazolt     | 3.      |         |         |         |         |
|               | argentína | Lucas Ocampos (kölcsönben) | SZT       | 4         | 0         | 0        | 0       | 0          | 0          | 2          | 0          | 6        | 0        | Januárban visszament | 1.      |         |         |         |         |
|               | dánia     | Victor Jensen              | SZT / TKP | 0         | 0         | 1        | 0       | 0          | 0          | 0          | 0          | 1        | 0        | Januárban eligazolt  | 3.      |         |         |         |         |

### Vezetők
| Poszt            | Személy                         |
| ---------------- | ------------------------------- |
| Csapat elnöke    | Frank Eijken                    |
| Vezetőedző       | Alfred Schreuder (január 26-ig) |
| Vezetőedző       | John Heitinga (január 27-től)   |
| Segédedzők       | Dwight Lodeweges                |
| Segédedzők       | Michael Reiziger                |
| Edzői stáb tagja | Richard Witschge                |
| Kapusedző        | Anton Scheutjens                |
| Erőnléti edző    | Alessandro Schoenmaker          |

## Érkező és távozó játékosok

### Érkezők
Íme azon új játékosok listája akiket az Ajax még a nyáron vagy már télen szerződtetett le vagy vett kölcsönbe.
Az árak euróban vannak és bónuszmentesek.
| LEIGAZOLT JÁTÉKOSOK | LEIGAZOLT JÁTÉKOSOK | LEIGAZOLT JÁTÉKOSOK | LEIGAZOLT JÁTÉKOSOK | LEIGAZOLT JÁTÉKOSOK |
| Játékos neve        | Pozíció             | Dátum               | Előző klub          | Összeg              |
| ------------------- | ------------------- | ------------------- | ------------------- | ------------------- |
| Brian Brobbey       | támadó              | 2022. július        | RB Leipzig          | 16,35 millió *      |
| Francisco Conceição | támadó              | 2022. július        | FC Porto            | 5 millió            |
| Steven Bergwijn     | támadó              | 2022. július        | Tottenham Hotspur   | 31,25 millió        |
| Owen Wijndal        | hátvéd              | 2022. július        | AZ Alkmaar          | 10 millió           |
| Calvin Bassey       | hátvéd              | 2022. július        | Glasgow Rangers     | 23 millió **        |
| Jorge Sánchez       | hátvéd              | 2022. augusztus     | Club América        | 5 millió ***        |
| Ahmetcan Kaplan     | hátvéd              | 2022. augusztus     | Trabzonspor         | 9,5 millió          |
| Florian Grillitsch  | középpályás         | 2022. augusztus     | TSG 1899 Hoffenheim | ingyen              |
| Gerónimo Rulli      | kapus               | 2023. január        | Villarreal CF       | 8 millió ****       |
| ÖSSZESEN:           | ÖSSZESEN:           | ÖSSZESEN:           | ÖSSZESEN:           | 108,10 millió €     |

| KÖLCSÖNBE ÉRKEZETT JÁTÉKOSOK | KÖLCSÖNBE ÉRKEZETT JÁTÉKOSOK | KÖLCSÖNBE ÉRKEZETT JÁTÉKOSOK | KÖLCSÖNBE ÉRKEZETT JÁTÉKOSOK | KÖLCSÖNBE ÉRKEZETT JÁTÉKOSOK |
| Játékos neve                 | Pozíció                      | Eredeti klub                 | Kölcsönidőszak vége          |                              |
| ---------------------------- | ---------------------------- | ---------------------------- | ---------------------------- | ---------------------------- |
| Lorenzo Lucca *****          | támadó                       | AC Pisa                      | 2023. június 30.             |                              |
| Lucas Ocampos ******         | támadó                       | Sevilla FC                   | 2023. január 01.             |                              |

* Brobbey vételi ára bizonyos feltételek teljesítése után még 3 milliós bónusszal növekedhet
** Bassey vételi ára bizonyos feltételek teljesítése után még 3,5 milliós bónusszal növekedhet
*** Sánchez vételi ára bizonyos feltételek teljesítése után még 500 ezres bónusszal növekedhet
**** Rulli vételi ára bizonyos feltételek teljesítése után még 2 milliós bónusszal növekedhet
***** Lucca kölcsönvételéért 1 milliót fizetett ki az Ajax
****** Ocampos kölcsönvételéért 4 milliót fizetett ki az Ajax. Eredetileg a szezon végéig maradt volna de januárban közösen felmondták a kölcsönszerződést

### Távozók
Íme a csapat azon játékosai, akik legnagyobb részben már szerepeltek az elsőcsapatban, de a nyáron vagy télen más csapathoz igazoltak. Valamint azok a játékosok, akiket kölcsönadtak más csapatoknak. A kölcsönbe ment játékosok közül általában mindenki a szezon végéig marad a másik csapatban.
Az árak euróban vannak és bónuszmentesek.
| ELIGAZOLT JÁTÉKOSOK | ELIGAZOLT JÁTÉKOSOK | ELIGAZOLT JÁTÉKOSOK | ELIGAZOLT JÁTÉKOSOK | ELIGAZOLT JÁTÉKOSOK |
| Játékos neve        | Pozíció             | Dátum               | Következő klub      | Összeg              |
| ------------------- | ------------------- | ------------------- | ------------------- | ------------------- |
| Ryan Gravenberch    | középpályás         | 2022 június         | Bayern München      | 18,5 millió *       |
| André Onana         | kapus               | 2022 június         | Internazionale      | ingyen              |
| Zakaria Labyad      | középpályás         | 2022 június         | ???                 | ingyen              |
| Danilo              | támadó              | 2022 június         | Feyenoord           | ingyen              |
| Przemysław Tytoń    | kapus               | 2022 június         | FC Twente           | ingyen              |
| Noussair Mazraoui   | hátvéd              | 2022 június         | Bayern München      | ingyen              |
| Liam van Gelderen   | hátvéd              | 2022 június         | FC Groningen        | 450 ezer            |
| Dominic Kotarski    | kapus               | 2022 június         | HNK Gorica          | 1 millió            |
| Sébastien Haller    | támadó              | 2022 július         | Borussia Dortmund   | 31 millió **        |
| Lisandro Martínez   | hátvéd              | 2022 július         | Manchester United   | 57,37 millió ***    |
| Nicolás Tagliafico  | hátvéd              | 2022 július         | Olympique Lyonnais  | 4,2 millió          |
| Perr Schuurs        | hátvéd              | 2022 augusztus      | Torino FC           | 9 millió ****       |
| Hassane Bandé       | támadó              | 2022 augusztus      | Amiens SC           | ???                 |
| Sean Klaiber        | hátvéd              | 2022 augusztus      | FC Utrecht          | ingyen              |
| Antony              | támadó              | 2022 augusztus      | Manchester United   | 95 millió *****     |
| Daley Blind         | hátvéd              | 2023 január         | Bayern München      | ingyen              |
| Lisandro Magallán   | hátvéd              | 2023 január         | Elche CF            | ingyen              |
| Victor Jensen       | támadó              | 2023 január         | FC Utrecht          | ???                 |
| ÖSSZESEN:           | ÖSSZESEN:           | ÖSSZESEN:           | ÖSSZESEN:           | 216,52 millió €     |

| KÖLCSÖNBE ADOTT JÁTÉKOSOK | KÖLCSÖNBE ADOTT JÁTÉKOSOK | KÖLCSÖNBE ADOTT JÁTÉKOSOK | KÖLCSÖNBE ADOTT JÁTÉKOSOK | KÖLCSÖNBE ADOTT JÁTÉKOSOK |
| Játékos neve              | Pozíció                   | Jelenlegi klub            | Kölcsönidőszak vége       |                           |
| ------------------------- | ------------------------- | ------------------------- | ------------------------- | ------------------------- |
| Max de Waal               | támadó                    | ADO Den Haag              | 2023 június 30.           |                           |
| Anass Salah-Eddine        | hátvéd                    | FC Twente                 | 2023 június 30.           |                           |
| Mohamed Daramy            | támadó                    | FC København              | 2023 június 30.           |                           |
| Naci Ünüvar               | támadó                    | Trabzonspor               | 2023 június 30.           |                           |
| Jay Gorter                | kapus                     | Aberdeen FC               | 2023 június 30.           |                           |

* Gravenberch eladási ára bizonyos feltételek teljesítése után még 5,5 milliós bónusszal növekedhet
** Haller eladási ára bizonyos feltételek teljesítése után még 3,5 milliós bónusszal növekedhet
*** Martínez eladási ára bizonyos feltételek teljesítése után még 10 milliós bónusszal növekedhet
**** Schuurs eladási ára bizonyos feltételek teljesítése után még 2,3 milliós bónusszal növekedhet
***** Antony eladási ára bizonyos feltételek teljesítése után még 5 milliós bónusszal növekedhet

## Felkészülési mérkőzések

### Nyári felkészülés
| 2022. június 28. 18ː00 |

| AFC Ajax                                      | 3 – 0               | SV Meppen |
| --------------------------------------------- | ------------------- | --------- |
| Christian Rasmussen 18' Sontje Hansen 22' 35' | (3 - 0) Jegyzőkönyv |           |

| Sportpark Vondersweijde, Oldenzaal |

| 2022. július 02. 13ː00 |

| AFC Ajax                 | 2 – 5               | SC Paderborn 07                                                                            |
| ------------------------ | ------------------- | ------------------------------------------------------------------------------------------ |
| Mohamed Ihattaren 4' 24' | (2 - 1) Jegyzőkönyv | Raphael Obermair 2' Sirlord Conteh 68' Kelvin Ofori 78' Dennis Srbeny 79' John Iredale 89' |

| Sportpark Vondersweijde, Oldenzaal |

| 2022. július 09. 14ː00 |

| AFC Ajax                                       | 3 – 0               | NK Lokomotiva Zagreb |
| ---------------------------------------------- | ------------------- | -------------------- |
| Kenneth Taylor 18' Youri Baas 41' Jay Enem 86' | (2 - 0) Jegyzőkönyv |                      |

| Sportpark Vondersweijde, Oldenzaal |

| 2022. július 15. 15ː30 |

| AFC Ajax           | 1 – 1               | KAS Eupen          |
| ------------------ | ------------------- | ------------------ |
| Mohammed Kudus 84' | (0 - 0) Jegyzőkönyv | Smail Prevljak 50' |

| Sportpark Vondersweijde, Oldenzaal |

| 2022. július 19. 18ː30 |

| Red Bull Salzburg                                                      | 2 – 3               | AFC Ajax |
| ---------------------------------------------------------------------- | ------------------- | --- |
| Nicolás Capaldo 32' Benjamin Šeško 71' Sékou Koita 39' Oumar Solet 83' | (1 - 2) Jegyzőkönyv | Dušan Tadić 27' (11-esből) Mohammed Kudus 40' Kenneth Taylor 71' Nicolás Tagliafico 76' Lisandro Magallán 84' |

| Saalfelden Arena, Saalfelden |

| TÖRÖLVE |

| AFC Ajax | –   | Eintracht Frankfurt |
| -------- | --- | ------------------- |
|          | (-) |                     |

| Untersberg-Arena, Grödig |

| 2022. július 26. 20ː00 |

| AFC Ajax                                               | 3 – 1               | FK Sahtar Doneck    |
| ------------------------------------------------------ | ------------------- | ------------------- |
| Dušan Tadić 45' Steven Berghuis 73' Mohammed Kudus 85' | (1 - 1) Jegyzőkönyv | Mykhaylo Mudryk 33' |

| Johan Cruijff Arena, Amszterdam Játékvezető: Martin van den Kerkhof |

### Téli felkészülés
| 2022. december 3. 11ː00 |

| AFC Ajax | 0 – 2               | Blackburn Rovers FC                                     |
| -------- | ------------------- | ------------------------------------------------------- |
|          | (0 - 2) Jegyzőkönyv | Tyrhys Dolan 55' 75' John Buckley 75' Hayden Carter 85' |

| Marbella Football Centre, Marbella Nézőszám: 500 Játékvezető: Camacho Marotte |

| 2022. december 7. 12ː00 |

| AFC Ajax                                                          | 5 – 4               | FC Volendam                                                |
| ----------------------------------------------------------------- | ------------------- | ---------------------------------------------------------- |
| Jorrel Hato 56' Francisco Conceição 58' 69' Brian Brobbey 65' 89' | (0 - 1) Jegyzőkönyv | Gaetano Oristanio 7' Joey Antonioli 46' 74' Brian Plat 48' |

| De Toekomst, Amszterdam Nézőszám: Zártkapus |

| 2022. december 30. 12ː00 |

| AFC Ajax                                                          | 5 – 1               | SC Telstar    |
| ----------------------------------------------------------------- | ------------------- | ------------- |
| Davy Klaassen 21' Brian Brobbey 75' 82' 110' Olivier Aertssen 99' | (1 - 0) Jegyzőkönyv | Rein Smit 97' |

| De Toekomst, Amszterdam Nézőszám: Zártkapus Játékvezető: Gerbert Stegeman |

## Tétmérkőzések

### Holland Szuperkupa
| 2022. július 30. 20ː00 |

| AFC Ajax | 3 – 5               | PSV Eindhoven                                                                                  |
| --- | ------------------- | ---------------------------------------------------------------------------------------------- |
| Steven Bergwijn 15' Antony 54' Mohammed Kudus 72' 90+4' Steven Berghuis 41' Edson Álvarez 45+4' Calvin Bassey 78′ Davy Klaassen 79' Devyne Rensch 90' Dušan Tadić 90+7' | (1 - 2) Jegyzőkönyv | Guus Til 32' 45+2' 69' Cody Gakpo 65' Xavi Simons 90+1' Walter Benitez 41' Ibrahim Sangaré 71' |

| Johan Cruijff Arena, Amszterdam Nézőszám: 52.000 Játékvezető: Dennis Higler |

### Eredivisie
| 1. forduló 2022. augusztus 06. 16ː30 |

| Fortuna Sittard                                                           | 2 – 3               | AFC Ajax                                               |
| ------------------------------------------------------------------------- | ------------------- | ------------------------------------------------------ |
| Paul Gladon 6' 88' Burak Yilmaz 87' Mats Seuntjens 27' Arianit Ferati 82' | (1 – 0) Jegyzőkönyv | Kenneth Taylor 48' Devyne Rensch 51' Brian Brobbey 62' |

| Fortuna Sittard Stadion, Sittard Nézőszám: 11.863 Játékvezető: Serdar Gözübüyük |

| 2. forduló 2022. augusztus 14. 14ː30 |

| AFC Ajax                                                                                          | 6 – 1               | FC Groningen    |
| ------------------------------------------------------------------------------------------------- | ------------------- | --------------- |
| Steven Bergwijn 4' 45' 57' Antony 28' Kenneth Taylor 66' Steven Berghuis 11' (88) Dušan Tadić 30' | (3 – 1) Jegyzőkönyv | Paul Gladon 10' |

| Johan Cruijff Arena, Amszterdam Nézőszám: 54.060 Játékvezető: Bas Nijhuis |

| 3. forduló 2022. augusztus 21. 14ː30 |

| Sparta Rotterdam       | 0 – 1               | AFC Ajax                              |
| ---------------------- | ------------------- | ------------------------------------- |
| Jonathan de Guzmán 13' | (0 – 1) Jegyzőkönyv | Steven Bergwijn 37' Edson Álvarez 32' |

| Het Kasteel, Rotterdam Nézőszám: 10.606 Játékvezető: Jeroen Manschot |

| 4. forduló 2022. augusztus 28. 12ː15 |

| FC Utrecht                        | 0 – 2               | AFC Ajax                                                                                     |
| --------------------------------- | ------------------- | -------------------------------------------------------------------------------------------- |
| Othmane Boussaid 54' Bas Dost 88' | (0 – 2) Jegyzőkönyv | Steven Berghuis 10' Brian Brobbey 45+1' Jurriën Timber 35' Devyne Rensch 36' Dušan Tadić 70' |

| Stadion Galgenwaard, Utrecht Nézőszám: 21.471 Játékvezető: Danny Makkelie |

| 5. forduló 2022. szeptember 03. 16ː30 |

| AFC Ajax                                                                       | 4 – 0               | SC Cambuur                            |
| ------------------------------------------------------------------------------ | ------------------- | ------------------------------------- |
| Steven Bergwijn 35' 40' Devyne Rensch 53' Mohammed Kudus 64' Edson Álvarez 44' | (2 – 0) Jegyzőkönyv | Mitchell Paulissen 44' Remco Balk 44' |

| Johan Cruijff Arena, Amszterdam Nézőszám: 53.667 Játékvezető: Joey Kooij |

| 6. forduló 2022. szeptember 10. 18ː45 |

| AFC Ajax                                                                                         | 5 – 0               | SC Heerenveen                           |
| ------------------------------------------------------------------------------------------------ | ------------------- | --------------------------------------- |
| Davy Klaassen 4' Kenneth Taylor 16' Mohammed Kudus 48' 59' Brian Brobbey 70' Edson Álvarez 45+1' | (2 – 0) Jegyzőkönyv | Sven van Beek 15' Paweł Bochniewicz 71' |

| Johan Cruijff Arena, Amszterdam Nézőszám: 49.555 Játékvezető: Edwin van de Graaf |

| 7. forduló 2022. szeptember 18. 16ː45 |

| AZ Alkmaar                                                                      | 2 – 1               | AFC Ajax                                                |
| ------------------------------------------------------------------------------- | ------------------- | ------------------------------------------------------- |
| Mees de Wit 40' Jens Odgaard 45+6' 45+4' Kerkez Milos 42' Tijjani Reijnders 87' | (2 – 1) Jegyzőkönyv | Mohammed Kudus 12' Kenneth Taylor 26' Edson Álvarez 77' |

| AFAS Stadion, Alkmaar Nézőszám: 18.772 Játékvezető: Bas Nijhuis |

| 8. forduló 2022. október 01. 20ː00 |

| AFC Ajax                              | 1 – 1               | Go Ahead Eagles                       |
| ------------------------------------- | ------------------- | ------------------------------------- |
| Davy Klaassen 45' Lorenzo Lucca 90+5' | (1 – 0) Jegyzőkönyv | Willum Willumsson 78' Jamal Amofa 23' |

| Johan Cruijff Arena, Amszterdam Nézőszám: 53.848 Játékvezető: Alex Bos |

| 9. forduló 2022. október 08. 16ː30 |

| FC Volendam                                               | 2 – 4               | AFC Ajax |
| --------------------------------------------------------- | ------------------- | --- |
| Lequincio Zeefuik 74' Carel Eiting 86' 84' Brian Plat 88' | (0 – 2) Jegyzőkönyv | Dušan Tadić 17' (11-esből) Calvin Bassey 39' Brian Brobbey 64' 90+5' Davy Klaassen 90+6' 87' Francisco Conceição 81' |

| Kras Stadion, Volendam Nézőszám: 6.850 Játékvezető: Allard Lindhout |

| 10. forduló 2022. október 16. 20ː00 |

| AFC Ajax | 7 – 1               | SBV Excelsior          |
| --- | ------------------- | ---------------------- |
| Jorge Sánchez 15' Steven Berghuis 26' Brian Brobbey 44' 59' Dušan Tadić 64' Steven Bergwijn 75' Mohammed Kudus 81' | (3 – 0) Jegyzőkönyv | Nikolas Agrafiotis 90' |

| Johan Cruijff Arena, Amszterdam Nézőszám: 53.941 Játékvezető: Marc Nagtegaal |

| 11. forduló 2022. október 22. 18ː45 |

| RKC Waalwijk                                                          | 1 – 4               | AFC Ajax                                                                             |
| --------------------------------------------------------------------- | ------------------- | ------------------------------------------------------------------------------------ |
| Pelle Clement 40' Juriën Gaari 2' Yassin Oukili 18' Shawn Adewoye 58' | (1 – 1) Jegyzőkönyv | Steven Berghuis 22' 53' Brian Brobbey 62' 81' Daley Blind 43' Florian Grillitsch 55' |

| Mandemakers Stadion, Waalwijk Nézőszám: 7.508 Játékvezető: Jeroen Manschot |

| 13. forduló 2022. november 06. 16ː45 |

| AFC Ajax                                                | 1 – 2               | PSV Eindhoven                                                            |
| ------------------------------------------------------- | ------------------- | ------------------------------------------------------------------------ |
| Lorenzo Lucca 83' Edson Álvarez 34' Steven Berghuis 71' | (0 – 1) Jegyzőkönyv | Luuk de Jong 23' 63' Erick Gutiérrez 50' Armando Obispo 34' Guus Til 88' |

| Johan Cruijff Arena, Amszterdam Nézőszám: 54.969 Játékvezető: Danny Makkelie |

| 12. forduló 2022. november 09. Elhalasztott mérkőzés 20ː00 |

| AFC Ajax                                                 | 2 – 2               | Vitesse Arnhem                            |
| -------------------------------------------------------- | ------------------- | ----------------------------------------- |
| Dušan Tadić 6' Lorenzo Lucca 79' Francisco Conceição 90' | (1 – 1) Jegyzőkönyv | Million Manhoef 25' 74' Daan Reiziger 84' |

| Johan Cruijff Arena, Amszterdam Nézőszám: 54.990 Játékvezető: Allard Lindhout |

| 14. forduló 2022. november 12. 18ː45 |

| FC Emmen                                                                                             | 3 – 3               | AFC Ajax                                                         |
| --- | ------------------- | ---------------------------------------------------------------- |
| Jeroen Veldmate 6' Richairo Živković 58' Mohamed Bouchouari 84' Jasin Assehnoun 74' Rui Mendes 90+5' | (1 – 3) Jegyzőkönyv | Kenneth Taylor 8' 21' Steven Bergwijn 25' Florian Grillitsch 87' |

| De Oude Meerdijk, Emmen Nézőszám: 8.309 Játékvezető: Jochem Kamphuis |

| 15. forduló 2023. január 08. 14ː30 |

| NEC Nijmegen                       | 1 – 1               | AFC Ajax                                                                      |
| ---------------------------------- | ------------------- | ----------------------------------------------------------------------------- |
| Landry Dimata 52' Iván Márquez 88' | (0 – 1) Jegyzőkönyv | Davy Klaassen 38' Jorge Sánchez 50' Devyne Rensch 58' Francisco Conceição 69' |

| Stadion de Goffert, Nijmegen Nézőszám: 12.500 Játékvezető: Pol van Boekel |

| 16. forduló 2023. január 14. 21ː00 |

| AFC Ajax                          | 0 – 0               | Twente Enschede                                                                        |
| --------------------------------- | ------------------- | -------------------------------------------------------------------------------------- |
| Devyne Rensch 35′ Dušan Tadić 55' | (0 – 0) Jegyzőkönyv | Alfons Sampsted 13' Ricky van Wolfswinkel 45+6' Ramiz Zerrouki 61' Christos Tzolis 73' |

| Johan Cruijff Arena, Amszterdam Nézőszám: 53.649 Játékvezető: Allard Lindhout |

| 17. forduló 2023. január 22. 14ː30 |

| Feyenoord                                                                                     | 1 – 1               | AFC Ajax                                                                     |
| --------------------------------------------------------------------------------------------- | ------------------- | ---------------------------------------------------------------------------- |
| Igor Paixão 34' Alireza Jahanbakhsh 24' Orkun Kökçü 55' Marcus Pedersen 60' Matts Wieffer 79' | (1 – 0) Jegyzőkönyv | Davy Klaassen 71' 80' Kenneth Taylor 8' Jurriën Timber 24' Edson Álvarez 39' |

| De Kuip, Rotterdam Nézőszám: 47.500 Játékvezető: Serdar Gözübüyük |

| 18. forduló 2023. január 26. 21ː00 |

| AFC Ajax           | 1 – 1               | FC Volendam                          |
| ------------------ | ------------------- | ------------------------------------ |
| Mohammed Kudus 80' | (0 – 0) Jegyzőkönyv | Damon Mirani 59' Filip Stanković 70' |

| Johan Cruijff Arena, Amszterdam Nézőszám: 54.279 Játékvezető: Dennis Higler |

| 19. forduló 2023. január 29. 14ː30 |

| SBV Excelsior                                | 1 – 4               | AFC Ajax                                                                                           |
| -------------------------------------------- | ------------------- | -------------------------------------------------------------------------------------------------- |
| Redouan el Yaakoubi 36' Couhaib Driouech 59' | (1 – 2) Jegyzőkönyv | Dušan Tadić 15' (11-esből) Davy Klaassen 45' Mohamed Kudus 61' Devyne Rensch 83' Edson Álvarez 58' |

| Van Donge & De Roo Stadion, Rotterdam Nézőszám: 4.400 Játékvezető: Ingmar Oostrom |

| 20. forduló 2023. február 05. 12ː15 |

| SC Cambuur                                        | 0 – 5               | AFC Ajax                                                                         |
| ------------------------------------------------- | ------------------- | -------------------------------------------------------------------------------- |
| Michael Breij 60' Remco Balk 68' Alex Bangura 71' | (0 – 2) Jegyzőkönyv | Dušan Tadić 16' Steven Berghuis 36' 64' Brian Brobbey 79' 90+3' Owen Wijndal 59' |

| Cambuurstadion, Leeuwarden Nézőszám: 10.000 Játékvezető: Martin van den Kerkhof |

| 21. forduló 2023. február 12. 16ː45 |

| AFC Ajax                                                                                      | 3 – 1               | RKC Waalwijk                                              |
| --------------------------------------------------------------------------------------------- | ------------------- | --------------------------------------------------------- |
| Brian Brobbey 50' Jurriën Timber 78' Mohammed Kudus 81' Davy Klaassen 41' Steven Berghuis 84' | (0 – 1) Jegyzőkönyv | Mats Seuntjens 17' Julian Lelieveld 77' Yassin Oukili 77' |

| Johan Cruijff Arena, Amszterdam Nézőszám: 53.809 Játékvezető: Sander van der Eijk |

| 22. forduló 2023. február 18. 16ː45 |

| AFC Ajax                                                            | 4 – 0               | Sparta Rotterdam      |
| ------------------------------------------------------------------- | ------------------- | --------------------- |
| Dušan Tadić 6' 64' (11-esből) Kenneth Taylor 27' Mohammed Kudus 84' | (2 – 0) Jegyzőkönyv | Rayvien Rosario 90+2' |

| Johan Cruijff Arena, Amszterdam Nézőszám: 54.410 Játékvezető: Pol van Boekel |

| 23. forduló 2023. február 26. 14ː30 |

| Vitesse Arnhem       | 1 – 2               | AFC Ajax                                                 |
| -------------------- | ------------------- | -------------------------------------------------------- |
| Marco van Ginkel 30' | (1 – 1) Jegyzőkönyv | Davy Klaassen 32' Edson Álvarez 54' 52' Owen Wijndal 75' |

| GelreDome, Arnhem Nézőszám: 20.453 Játékvezető: Dennis Higler |

| 24. forduló 2023. március 05. 16ː45 |

| AFC Ajax               | 1 – 0               | NEC Nijmegen                                                    |
| ---------------------- | ------------------- | --------------------------------------------------------------- |
| Mohammed Kudus 52' 13' | (1 – 0) Jegyzőkönyv | Bart van Rooij 45+1' Andri Baldursson 72' Oussama Tannane 90+5' |

| Johan Cruijff Arena, Amszterdam Nézőszám: 53.094 Játékvezető: Jochem Kamphuis |

| 25. forduló 2023. március 12. 14ː30 |

| SC Heerenveen                                                            | 2 – 4               | AFC Ajax |
| ------------------------------------------------------------------------ | ------------------- | --- |
| Pelle van Amersfoort 42' 88' Sydney van Hooijdonk 79' Osame Sahraoui 33' | (1 – 3) Jegyzőkönyv | Mohammed Kudus 10' Edson Álvarez 16' Steven Bergwijn 19' Kenneth Taylor 52' Jurriën Timber 89' Steven Berghuis 90+2' |

| Abe Lenstra Stadion, Heerenveen Nézőszám: 25.500 Játékvezető: Jeroen Manschot |

| 26. forduló 2023. március 19. 14ː30 |

| AFC Ajax                                                               | 2 – 3               | Feyenoord |
| ---------------------------------------------------------------------- | ------------------- | --- |
| Edson Álvarez 17' Dušan Tadić 37' Kenneth Taylor 44' Jorge Sánchez 78' | (2 – 1) Jegyzőkönyv | Santiago Gimenez 5' Sebastian Szymański 52' Lutsharel Geertruida 86' Quilindschy Hartman 7' Úszama Idríszi 27' Marcus Pedersen 81' Orkun Kökçü 89' Marcos López 90+1' |

| Johan Cruijff Arena, Amszterdam Nézőszám: 54.917 Játékvezető: Danny Makkelie |

| 27. forduló 2023. április 02. 12ː15 |

| Go Ahead Eagles                      | 0 – 0               | AFC Ajax         |
| ------------------------------------ | ------------------- | ---------------- |
| Jamal Amofa 51' Oliver Edvardsen 87' | (0 – 0) Jegyzőkönyv | Edson Álvarez 7' |

| Adelaarshorst, Deventer Nézőszám: 9.911 Játékvezető: Sander van der Eijk |

| 28. forduló 2023. április 09. 16ː45 |

| AFC Ajax                                                      | 4 – 0               | Fortuna Sittard    |
| ------------------------------------------------------------- | ------------------- | ------------------ |
| Steven Berghuis 6' 27' Steven Bergwijn 54' Kenneth Taylor 86' | (2 – 0) Jegyzőkönyv | Rodrigo Guth 90+1' |

| Johan Cruijff Arena, Amszterdam Nézőszám: 54.231 Játékvezető: Edwin van de Graaf |

| 29. forduló 2023. április 16. 20ː00 |

| AFC Ajax                                                                                   | 3 – 1               | FC Emmen                               |
| ------------------------------------------------------------------------------------------ | ------------------- | -------------------------------------- |
| Jorge Sánchez 22' Steven Bergwijn 37' Dušan Tadić 79' Edson Álvarez 32' Kenneth Taylor 40' | (2 – 0) Jegyzőkönyv | Jeremy Antonisse 59' Miguel Araujo 23' |

| Johan Cruijff Arena, Amszterdam Nézőszám: 53.801 Játékvezető: Marc Nagtegaal |

| 30. forduló 2023. április 23. 14ː30 |

| PSV Eindhoven                                                       | 3 – 0               | AFC Ajax                                                |
| ------------------------------------------------------------------- | ------------------- | ------------------------------------------------------- |
| Luuk de Jong 13' 78' Xavi Simons 54' (11-esből) Ibrahim Sangaré 23' | (1 – 0) Jegyzőkönyv | Jorge Sánchez 7' Gerónimo Rulli 52' Steven Berghuis 82' |

| Philips Stadion, Eindhoven Nézőszám: 35.500 Játékvezető: Serdar Gözübüyük |

| 31. forduló 2023. május 06. 21ː00 |

| AFC Ajax        | 0 – 0               | AZ Alkmaar                                      |
| --------------- | ------------------- | ----------------------------------------------- |
| Jorrel Hato 87' | (0 – 0) Jegyzőkönyv | Pantelis Hatzidiakos 49' Djordje Mihailovic 84' |

| Johan Cruijff Arena, Amszterdam Nézőszám: 53.841 Játékvezető: Danny Makkelie |

| 32. forduló 2023. május 16. 15ː00 |

| FC Groningen                                                                           | 2 – 3               | AFC Ajax                                                        |
| -------------------------------------------------------------------------------------- | ------------------- | --------------------------------------------------------------- |
| Florian Krüger 38' Lerin Duarte 87' Ricardo Pepi 9' Mads Bech 72' Nordin Musampa 90+2' | (1 – 1) Jegyzőkönyv | Dušan Tadić 18' (11-esből) Brian Brobbey 68' Jurriën Timber 81' |

| Euroborg, Groningen Nézőszám: Zártkapus Játékvezető: Jeroen Manschot |

| 33. forduló 2023. május 21. 14ː30 |

| AFC Ajax                                                  | 3 – 1               | FC Utrecht                  |
| --------------------------------------------------------- | ------------------- | --------------------------- |
| Steven Bergwijn 20' Brian Brobbey 68' Davy Klaassen 90+3' | (1 – 0) Jegyzőkönyv | Anastasios Douvikas 49' 75' |

| Johan Cruijff Arena, Amszterdam Nézőszám: 54.627 Játékvezető: Bas Nijhuis |

| 34. forduló 2023. május 28. 14ː30 |

| Twente Enschede                                                                            | 3 – 1               | AFC Ajax                            |
| ------------------------------------------------------------------------------------------ | ------------------- | ----------------------------------- |
| Manfred Ugalde 46' Julio Pleguezuelo 51' Václav Černy 75' Gijs Smal 53' Michal Sadílek 68' | (0 – 1) Jegyzőkönyv | Dušan Tadič 31' Steven Berghuis 86' |

| De Grolsch Veste, Enschede Nézőszám: 30.000 Játékvezető: Allard Lindhout |

#### Bajnoki statisztika
A sárga színnel írt fordulóban el lett halasztva az Ajax mérkőzése és később rendezték meg.
| Fordulók                  | 1  | 2  | 3  | 4  | 5  | 6  | 7  | 8  | 9  | 10 | 11 | 13 | 12 | 14 | 15 | 16 | 17 | 18 | 19 | 20 | 21 | 22 | 23 | 24 | 25 | 26 | 27 | 28 | 29 | 30 | 31 | 32 | 33 | 34 | Összesen |
| ------------------------- | -- | -- | -- | -- | -- | -- | -- | -- | -- | -- | -- | -- | -- | -- | -- | -- | -- | -- | -- | -- | -- | -- | -- | -- | -- | -- | -- | -- | -- | -- | -- | -- | -- | -- | -------- |
| Mérkőzésen elért eredmény | GY | GY | GY | GY | GY | GY | V  | D  | GY | GY | GY | V  | D  | D  | D  | D  | D  | D  | GY | GY | GY | GY | GY | GY | GY | V  | D  | GY | GY | V  | D  | GY | GY | V  |          |
| Összpontszám növekedése   | 3  | 6  | 9  | 12 | 15 | 18 | 18 | 19 | 22 | 25 | 28 | 28 | 29 | 30 | 31 | 32 | 33 | 34 | 37 | 40 | 43 | 46 | 49 | 52 | 55 | 55 | 56 | 59 | 62 | 62 | 63 | 66 | 69 | 69 | 69       |
| Helyezés a tabellán       | 5. | 1. | 2. | 2. | 1. | 1. | 2. | 2. | 2. | 1. | 1. | 1. | 3. | 2. | 2. | 3. | 5. | 5. | 4. | 3. | 3. | 2. | 2. | 2. | 2. | 2. | 2. | 2. | 2. | 3. | 3. | 3. | 3. | 3. | 3.       |
| Lőtt gólok fordulónként   | 3  | 6  | 1  | 2  | 4  | 5  | 1  | 1  | 4  | 7  | 4  | 1  | 2  | 3  | 1  | 0  | 1  | 1  | 4  | 5  | 3  | 4  | 2  | 1  | 4  | 2  | 0  | 4  | 3  | 0  | 0  | 3  | 3  | 1  | 86       |
| Kapott gólok fordulónként | 2  | 1  | 0  | 0  | 0  | 0  | 2  | 1  | 2  | 1  | 1  | 2  | 2  | 3  | 1  | 0  | 1  | 1  | 1  | 0  | 1  | 0  | 1  | 0  | 2  | 3  | 0  | 0  | 1  | 3  | 0  | 2  | 1  | 3  | 38       |
| Sárga lapok fordulónként  | 0  | 1  | 1  | 3  | 1  | 1  | 2  | 1  | 3  | 0  | 2  | 2  | 1  | 1  | 3  | 1  | 4  | 0  | 1  | 1  | 2  | 0  | 2  | 1  | 2  | 2  | 1  | 0  | 2  | 3  | 1  | 0  | 0  | 1  | 46       |
| Piros lapok fordulónként  | 0  | 0  | 0  | 0  | 0  | 0  | 0  | 0  | 0  | 0  | 0  | 0  | 0  | 0  | 0  | 1  | 0  | 0  | 0  | 0  | 0  | 0  | 0  | 0  | 0  | 0  | 0  | 0  | 0  | 0  | 0  | 0  | 0  | 0  | 1        |

#### A 2022-23-as Eredivisie első 8 helyezettje
| Hely. | Csapat            | M  | Gy | D  | V  | G+ | G– | Gk  | P  | Továbbjutás vagy kiesés           |
| ----- | ----------------- | -- | -- | -- | -- | -- | -- | --- | -- | --------------------------------- |
| 1.    | Feyenoord         | 34 | 25 | 7  | 2  | 81 | 30 | +51 | 82 | Bajnokok Ligája, csoportkör       |
| 2.    | PSV Eindhoven KGY | 34 | 23 | 6  | 5  | 89 | 40 | +49 | 75 | Bajnokok Ligája, 3. selejtezőkör  |
| 3.    | AFC Ajax          | 34 | 20 | 9  | 5  | 86 | 38 | +48 | 69 | Európa-liga, 3. selejtezőkör      |
| 4.    | AZ Alkmaar        | 34 | 20 | 7  | 7  | 68 | 35 | +33 | 67 | Konferencia Liga, 3. selejtezőkör |
| 5.    | Twente Enchede    | 34 | 18 | 10 | 6  | 66 | 27 | +39 | 64 | Konferencia Liga play off         |
| 6.    | Sparta Rotterdam  | 34 | 17 | 8  | 9  | 60 | 37 | +23 | 59 | Konferencia Liga play off         |
| 7.    | FC Utrecht        | 34 | 15 | 9  | 10 | 55 | 50 | +5  | 54 | Konferencia Liga play off         |
| 8.    | SC Heerenveen     | 34 | 12 | 10 | 12 | 44 | 50 | −6  | 46 | Konferencia Liga play off         |

### Holland kupa

#### 2. forduló
Az Ajax ebben a fordulóban, a legjobb 32 között csatlakozott az idei kupasorozathoz, ahogy az előzetes tervekben is volt. Az 1. fordulót kihagyták mert szerepeltek az európai kupák egyikében is (BL, EL, KL) ahogy a PSV, Feyenoord, AZ hármas is. Az ellenfél egy szintén profi csapat, a második ligában szereplő FC Den Bosch volt akikkel utoljára 2005 tavaszán játszottak, akkor bajnoki mérkőzést. A Világbajnokság miatt, a 2. fordulót csupán januárban rendezték meg.
| 2023. január 11. 21ː00 |

| FC Den Bosch (2) | 0 – 2               | AFC Ajax                                                            |
| ---------------- | ------------------- | ------------------------------------------------------------------- |
| Rik Mulders 73'  | (0 – 1) Jegyzőkönyv | Dušan Tadić 20' (11-esből) Kenneth Taylor 52' 52' Jorge Sánchez 74' |

| De Vliert, ’s-Hertogenbosch Nézőszám: 6.500 Játékvezető: Edwin van de Graaf |

#### Nyolcaddöntő
Az Ajax a nyolcaddöntőben már a szintén Eredivisie-ben szereplő Twente Enschede csapata ellen lépett pályára és jutott tovább.
| 2023. február 9. 18ː45 |

| Twente Enschede                                                   | 0 – 1               | AFC Ajax                                                                    |
| ----------------------------------------------------------------- | ------------------- | --------------------------------------------------------------------------- |
| Ramiz Zerrouki 29' Ricky van Wolfswinkel 42' Manfred Ugalde 90+5' | (0 – 0) Jegyzőkönyv | Mohammed Kudus 70' Kenneth Taylor 28' Steven Berghuis 83' Edson Álvarez 87' |

| De Grolsch Veste, Enschede Nézőszám: 29.500 Játékvezető: Danny Makkelie |

#### Negyeddöntő
Az Ajax a negyeddöntőben a másodosztályban szereplő De Graafschap csapata ellen lépett pályára. Könnyedén nyertek és jutottak be egymás után ötödik alkalommal a kupa elődöntőjébe.
| 2023. március 2. 21ː00 |

| De Graafschap      | 0 – 3               | AFC Ajax                                                                  |
| ------------------ | ------------------- | ------------------------------------------------------------------------- |
| Robin Schouten 34' | (0 – 2) Jegyzőkönyv | Jorge Sánchez 12' Steven Bergwijn 26' Brian Brobbey 78' Kian Fitz-Jim 87' |

| De Vijverberg, Doetinchem Nézőszám: 12.500 Játékvezető: Allard Lindhout |

#### Elődöntő
Az Ajax az elődöntőben az örök ellenféllel, a Feyenoord csapatával csap össze Rotterdamban. A De Klassieker elég zűrösen zajlott le, kétszer is megszakították a mérkőzést, végül az Ajax nyert és jutott a döntőbe.
| 2023. április 5. 20ː00 |

| Feyenoord                                                                  | 1 – 2               | AFC Ajax |
| -------------------------------------------------------------------------- | ------------------- | --- |
| Santiago Giménez 45+2' Orkun Kökçü 62' Mats Wieffer 79' Marcos López 90+8' | (1 – 1) Jegyzőkönyv | Dušan Tadić 14' 62' Davy Klaassen 51' Jurriën Timber 18' Kenneth Taylor 38' Edson Álvarez 48' Gerónimo Rulli 90+5' Kenneth Taylor 90+6′ |

| De Kuip, Rotterdam Nézőszám: 47.500 Játékvezető: Allard Lindhout |

#### Döntő
Az Ajax a döntőben a másik örök ellenféllel, a PSV Eindhoven csapatával csapott össze és büntetőkkel kikapott.
| 2023. április 30. 18:00 |

| AFC Ajax | 1 – 1 (h. u.)       | PSV Eindhoven |
| --- | ------------------- | --- |
| Jarrad Branthwaite 12' (öngól) Jorge Sánchez 30' Edson Álvarez 37' Steven Bergwijn 45' Devyne Rensch 60' Owen Wijndal 95' | (1 – 0) Jegyzőkönyv | Thorgan Hazard 67' Luuk de Jong 43' Jordan Teze 45' André Ramalho 79' Xavi Simons 90+2' Anwar El Ghazi 92' Patrick van Aanholt 120+1' |
| Büntetőpárbaj |                     | |
| Dušan Tadić Brian Brobbey Jurriën Timber Mika Godts Edson Álvarez                                                         | 2–3                 | Thorgan Hazard André Ramalho Ibrahim Sangaré Anwar El Ghazi Fábio Silva                                                               |

| De Kuip, Rotterdam Nézőszám: 40.650 Játékvezető: Dennis Higler |

### Bajnokok Ligája

#### Csoportkör
| 2022. szeptember 7. 18:45 |

| AFC Ajax                                                                     | 4 – 0               | Glasgow Rangers |
| ---------------------------------------------------------------------------- | ------------------- | --------------- |
| Edson Álvarez 17' Steven Berghuis 32' Mohammed Kudus 34' Steven Bergwijn 80' | (3 – 0) Jegyzőkönyv | Ryan Jack 62'   |

| Johan Cruijff Arena, Amszterdam Nézőszám: 52.862 Játékvezető: Tobias Stieler (német) |

| 2022. szeptember 13. 21:00 |

| Liverpool FC                          | 2 – 1               | AFC Ajax                                                   |
| ------------------------------------- | ------------------- | ---------------------------------------------------------- |
| Mohamed Szaláh 17' Joël Matip 89' 62' | (1 – 1) Jegyzőkönyv | Mohammed Kudus 27' Edson Álvarez 59' Steven Berghuis 90+1' |

| Anfield Stadion, Liverpool Nézőszám: 52.387 Játékvezető: Artur Soares Dias (portugál) |

| 2022. október 4. 21:00 |

| AFC Ajax                                                                   | 1 – 6               | Napoli |
| -------------------------------------------------------------------------- | ------------------- | --- |
| Mohammed Kudus 9' 90+1' Jurriën Timber 31' Dušan Tadić 38' Dušan Tadić 73′ | (1 – 3) Jegyzőkönyv | Giacomo Raspadori 18' 47' 21' Giovanni Di Lorenzo 33' Piotr Zieliński 45' Hvicsa Kvarachelia 63' Giovanni Simeone 81' |

| Johan Cruijff Arena, Amszterdam Nézőszám: 52.896 Játékvezető: François Letexier (francia) |

| 2022. október 12. 18:45 |

| Napoli | 4 – 2               | AFC Ajax |
| --- | ------------------- | --- |
| Hirving Lozano 4' Giacomo Raspadori 16' Hvicsa Kvarachelia 62' (11-esből) Victor Osimhen 90' 90' Juan Jesus 87' Matteo Politano 90+2' | (2 – 0) Jegyzőkönyv | Davy Klaassen 49' Steven Bergwijn 83' (11-esből) 76' Kenneth Taylor 27' Jorge Sánchez 33' Edson Álvarez 52' Jurriën Timber 61' Calvin Bassey 66' |

| Diego Armando Maradona Stadion, Nápoly Nézőszám: 52.229 Játékvezető: Felix Zwayer (német) |

| 2022. október 26. 21:00 |

| AFC Ajax | 0 – 3               | Liverpool FC                                          |
| -------- | ------------------- | ----------------------------------------------------- |
|          | (0 – 1) Jegyzőkönyv | Mohamed Szaláh 42' Darwin Núñez 49' Harvey Eliott 52' |

| Johan Cruijff Arena, Amszterdam Nézőszám: 53.327 Játékvezető: José Sánchez Martínez (spanyol) |

| 2022. november 1. 21:00 |

| Glasgow Rangers                | 1 – 3               | AFC Ajax                                                                                                 |
| ------------------------------ | ------------------- | --- |
| James Tavernier 87' (11-esből) | (0 – 2) Jegyzőkönyv | Steven Berghuis 4' Mohammed Kudus 29' Francisco Conceição 89' 90+3' Kenneth Taylor 19' Devyne Rensch 55' |

| Ibrox Stadion, Glasgow Nézőszám: 48.817 Játékvezető: Glenn Nyberg (svéd) |

##### A-csoport eredménye
| Hely. | Csapat          | M | Gy | D | V | G+ | G– | Gk  | P  | Továbbjutás vagy kiesés     |
| ----- | --------------- | - | -- | - | - | -- | -- | --- | -- | --------------------------- |
| 1.    | Napoli          | 6 | 5  | 0 | 1 | 20 | 6  | +14 | 15 | BL-egyenes kieséses szakasz |
| 2.    | Liverpool FC    | 6 | 5  | 0 | 1 | 17 | 6  | +11 | 15 | BL-egyenes kieséses szakasz |
| 3.    | AFC Ajax        | 6 | 2  | 0 | 4 | 11 | 16 | −5  | 6  | EL-egyenes kieséses szakasz |
| 4.    | Glasgow Rangers | 6 | 0  | 0 | 6 | 2  | 22 | −20 | 0  |                             |

Azonos pontszám esetén az egymás elleni mérkőzések alapján dől el a sorrend

### Európa Liga

#### Nyolcaddöntő rájátszás
| 2023. február 16. 18ː45 |

| AFC Ajax | 0 – 0               | 1. FC Union Berlin                  |
| -------- | ------------------- | ----------------------------------- |
|          | (0 – 0) Jegyzőkönyv | Rani Khedira 57' Danilho Doekhi 85' |

| Johan Cruijff Arena, Amszterdam Nézőszám: 54.332 Játékvezető: Halil Meler (török) |

| 2023. február 23. 21ː00 |

| 1. FC Union Berlin                                                                         | 3 – 1               | AFC Ajax |
| ------------------------------------------------------------------------------------------ | ------------------- | --- |
| Robin Knoche 20' (11-esből) Josip Juranović 44' Danilho Doekhi 50' 28' Sheraldo Becker 20' | (2 – 0) Jegyzőkönyv | Mohammed Kudus 47' 90+5' Calvin Bassey 17' Davy Klaassen 20' Steven Berghuis 90+2' Dušan Tadić 90+6' Edson Álvarez 90+6' Edson Álvarez 90+7′ |

| Stadion An der Alten Försterei, Berlin Nézőszám: 21.800 Játékvezető: Ricardo De Burgos (spanyol) |

## Sajátnevelések első tétmérkőzése a felnőttcsapatban
A táblázatban azon fiatal játékosok szerepelnek akik legalább az előző 3 évben az Ajax-akadémiáján képezték magukat és közben a fiatalcsapatokat (Ajax A1 vagy Jong Ajax) erősítették. Ebben a szezonban pedig bemutatkoztak a felnőttcsapatban már tétmérkőzésen is.
Jorrel Hato lett a csapat történetének negyedik legfiatalabb debütálója tétmérkőzésen és a csapat történetének legfiatalabb hátvédje. Csupán Ryan Gravenberch, Clarence Seedorf és Naci Ünüvar debütáltak fiatalabban.
| Mez | Név                 | Pozíció | Előző klub | Debütálás tétmérkőzésen | Debütálás tétmérkőzésen        | Debütálás tétmérkőzésen | Debütálás tétmérkőzésen | Debütálás tétmérkőzésen |
| Mez | Név                 | Pozíció | Előző klub | Dátum                   | Első tétmérkőzés               | Mérkőzés típusa         | Gól                     | Életkor                 |
| --- | ------------------- | ------- | ---------- | ----------------------- | ------------------------------ | ----------------------- | ----------------------- | ----------------------- |
| 25  | Youri Baas          | BH      | Jong Ajax  | 2022. aug. 28.          | FC Utrecht – AFC Ajax 0:2      | Eredivisie              | 0                       | 19 év 164 nap           |
| 28  | Kian Fitz-Jim       | VKP     | Jong Ajax  | 2023. jan. 8.           | NEC Nijmegen – AFC Ajax 1:1    | Eredivisie              | 0                       | 19 év 187 nap           |
| 37  | Christian Rasmussen | KCS     | Jong Ajax  | 2023. jan. 8.           | NEC Nijmegen – AFC Ajax 1:1    | Eredivisie              | 0                       | 19 év 354 nap           |
| 43  | Olivier Aertssen    | KH      | Jong Ajax  | 2023. jan. 11.          | FC Den Bosch – AFC Ajax 0:2    | Holland-kupa            | 0                       | 18 év 157 nap           |
| 57  | Jorrel Hato         | KH      | Jong Ajax  | 2023. jan. 11.          | FC Den Bosch – AFC Ajax 0:2    | Holland-kupa            | 0                       | 16 év 310 nap           |
| 39  | Mika Godts          | SZT     | Jong Ajax  | 2023. ápr. 9.           | AFC Ajax – Fortuna Sittard 4:0 | Eredivisie              | 0                       | 17 év 306 nap           |
| 41  | Silvano Vos         | VKP     | Jong Ajax  | 2023. ápr. 9.           | AFC Ajax – Fortuna Sittard 4:0 | Eredivisie              | 0                       | 18 év 24 nap            |

## Díjazottak

### Csapaton belül
- Rinus Michels-díj (Év Játékosa):  Steven Berghuis
- Marco van Basten-díj (Év Tehetsége):  Kenneth Taylor
- Abdelhak Nouri-díj (Jövő Tehetsége):  Jorrel Hato

### Bajnokságban
Ebben a szezonban egy Ajax játékos sem nyert díjat.

## Mérkőzés statisztika
Minden mérkőzés a rendes játékidőben elért eredmények alapján van besorolva, de a hosszabbításban lőtt gólok is be vannak írva. Idén csupán a kupadöntőben játszott olyan mérkőzést az Ajax melyen hosszabbítás volt.
| Tipus               | Mérkőzés | Győzelem | Döntetlen | Vereség | Lőtt gólok | Kapott gólok | Gólkülönbség |
| ------------------- | -------- | -------- | --------- | ------- | ---------- | ------------ | ------------ |
| Eredivisie          | 34       | 20       | 9         | 5       | 86         | 38           | +48          |
| Holland – kupa      | 5        | 4        | 1         | 0       | 9          | 2            | +7           |
| Szuperkupa          | 1        | 0        | 0         | 1       | 3          | 5            | -2           |
| BL – csoportkör     | 6        | 2        | 0         | 4       | 11         | 16           | -5           |
| EL – egyenes kiesés | 2        | 0        | 1         | 1       | 1          | 3            | -2           |
| ÖSSZESEN            | 48       | 26       | 11        | 11      | 110        | 64           | +46          |

## Hazai nézőszámok
Íme az idei szezonban lejátszott összes hazai mérkőzésre kilátogató nézők száma.
| Tipus               | Mérkőzések | Zártkapus | Összes néző | Átlag nézőszám |
| ------------------- | ---------- | --------- | ----------- | -------------- |
| Eredivisie          | 17         | 0         | 915.678     | 53.863         |
| Holland – kupa      | 0          | 0         | 00.000      | 00.000         |
| Szuperkupa          | 1          | 0         | 52.000      | 52.000         |
| BL – csoportkör     | 3          | 0         | 159.085     | 53.028         |
| EL – egyenes kiesés | 1          | 0         | 54.322      | 54.322         |
| ÖSSZESEN            | 22         | 0         | 1.181.095   | 53.686         |

## Játékos statisztikák

### Góllövőlista
Íme a csapat teljes góllövőlistája az idei szezonban lejátszott tétmérkőzések alapján.
Csapaton belül a gólkirályi címet a ghánai támadó, Mohammed Kudus szerezte meg, aki 42 mérkőzésen összesen 18 gólt szerzett. Mounir El Hamdaoui és Sébastien Haller után ő lett az Ajax történetének harmadik afrikai játékosa aki csapaton belül megnyerte a gólkirályi címet. A bajnokságban viszont a holland Brian Brobbey volt a legeredményesebb aki összesen 13 gólt lőtt.
Az idei szezonban csupán 14 játékosnak sikerült a gólszerzés, ami a 2015/16-os szezon óta a legkevesebb. Akkor szintén 14 játékos szerzett gólt.
A dőlt betűvel írt játékosok szezon közben eligazoltak vagy kölcsönbe mentek.
| No. | Játékos         | Bajnokság | Kupa | Szuperkupa | Bajnokok Ligája | Európa Liga | ÖSSZESEN |
| --- | --------------- | --------- | ---- | ---------- | --------------- | ----------- | -------- |
| 01. | Mohammed Kudus  | 11        | 1    | 1          | 4               | 1           | 18       |
| 02. | Steven Bergwijn | 12        | 1    | 1          | 2               | 0           | 16       |
| 03. | Brian Brobbey   | 13        | 1    | 0          | 0               | 0           | 14       |
| 04. | Dušan Tadić     | 11        | 2    | 0          | 0               | 0           | 13       |
| 05. | Steven Berghuis | 9         | 0    | 0          | 2               | 0           | 11       |
| 06. | Davy Klaassen   | 8         | 1    | 0          | 1               | 0           | 10       |
| 07. | Kenneth Taylor  | 8         | 1    | 0          | 0               | 0           | 9        |
| 08. | Edson Álvarez   | 3         | 0    | 0          | 1               | 0           | 4        |
| 09. | Devyne Rensch   | 3         | 0    | 0          | 0               | 0           | 3        |
| -   | Jorge Sánchez   | 2         | 1    | 0          | 0               | 0           | 3        |
| 11. | Antony          | 1         | 0    | 1          | 0               | 0           | 2        |
| -   | Lorenzo Lucca   | 2         | 0    | 0          | 0               | 0           | 2        |
| -   | Jurriën Timber  | 2         | 0    | 0          | 0               | 0           | 2        |
| 14. | Calvin Bassey   | 1         | 0    | 0          | 0               | 0           | 1        |

### Kanadai ponttáblázat
Íme az Ajax játékosainak elért teljesítménye a kanadai ponttáblázat alapján. Ezen táblázatban azokat a játékosokat (jelenlegi vagy volt játékosokat) lehet látni, akik legalább egy pontot (gólt vagy gólpasszt) szereztek tétmérkőzésen.
Az idei szezonban Dušan Tadić szerezte a legtöbb pontot tétmérkőzéseken, így az Ajax-nál töltött eddigi 5 szezonjából már 4. alkalommal végzett csapaton belül a ponttáblázat élén. Valamint ez volt sorozatban az 5. szezonja amikor ő végzett a bajnokságban a ponttáblázat élén. Idén 47 mérkőzésen lépett pályára és összesen 34 pontot szerzett.
A csapat házi gólkirálya, Mohammed Kudus végzett a második helyen, elsősorban a góljainak köszönhetően.
Az idei szezonban összesen 19 játékos szerzett pontot tétmérkőzésen, közülük mindenkinek sikerült a bajnokságban is legalább 1 pontot szereznie.
A rangsor a pontszám alapján állt össze. Azonos pontszám alapján az van előnyben aki a legtöbb gólt szerezte.
A dőlt betűvel írt játékosok szezon közben eligazoltak vagy kölcsönbe mentek.

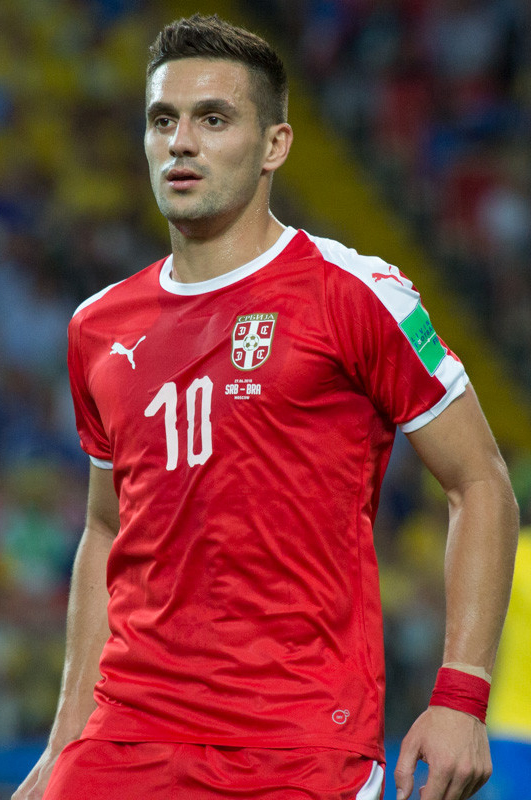
Dušan Tadić, sorozatban ötödik alkalommal végzett a ponttáblázat élén a bajnokságban

| No. | Játékos             | Bajnokság | Bajnokság | Kupa | Kupa     | Szuperkupa | Szuperkupa | Bajnokok Ligája | Bajnokok Ligája | Európa Liga | Európa Liga | PONTSZÁM (G+Gp) | Mérk. sz. |
| No. | Játékos             | Gól       | Gólpassz  | Gól  | Gólpassz | Gól        | Gólpassz   | Gól             | Gólpassz        | Gól         | Gólpassz    | PONTSZÁM (G+Gp) | Mérk. sz. |
| --- | ------------------- | --------- | --------- | ---- | -------- | ---------- | ---------- | --------------- | --------------- | ----------- | ----------- | --------------- | --------- |
| 01. | Dušan Tadić         | 11        | 18        | 2    | 2        | 0          | 0          | 0               | 1               | 0           | 0           | 34 (13+21)      | 47        |
| 02. | Mohammed Kudus      | 11        | 3         | 1    | 1        | 1          | 0          | 4               | 2               | 1           | 0           | 24 (18+6)       | 42        |
| 03. | Steven Bergwijn     | 12        | 5         | 1    | 0        | 1          | 0          | 2               | 0               | 0           | 1           | 22 (16+6)       | 45        |
| 04. | Steven Berghuis     | 9         | 9         | 0    | 0        | 0          | 0          | 2               | 2               | 0           | 0           | 22 (11+11)      | 42        |
| 05. | Brian Brobbey       | 13        | 3         | 1    | 1        | 0          | 0          | 0               | 0               | 0           | 0           | 18 (14+4)       | 44        |
| 06. | Davy Klaassen       | 8         | 3         | 1    | 0        | 0          | 0          | 1               | 0               | 0           | 0           | 13 (10+3)       | 46        |
| 07. | Kenneth Taylor      | 8         | 2         | 1    | 0        | 0          | 0          | 0               | 1               | 0           | 0           | 12 (9+3)        | 44        |
| 08. | Edson Álvarez       | 3         | 3         | 0    | 0        | 0          | 0          | 1               | 0               | 0           | 0           | 7 (4+3)         | 44        |
| 09. | Jorge Sánchez       | 2         | 3         | 1    | 0        | 0          | 0          | 0               | 0               | 0           | 0           | 6 (3+3)         | 26        |
| 10. | Calvin Bassey       | 1         | 3         | 0    | 0        | 0          | 0          | 0               | 1               | 0           | 0           | 5 (1+4)         | 39        |
| 11. | Owen Wijndal        | 0         | 2         | 0    | 0        | 0          | 2          | 0               | 1               | 0           | 0           | 5 (0+5)         | 28        |
| 12. | Devyne Rensch       | 3         | 1         | 0    | 0        | 0          | 0          | 0               | 0               | 0           | 0           | 4 (3+1)         | 36        |
| 13. | Jurriën Timber      | 2         | 2         | 0    | 0        | 0          | 0          | 0               | 0               | 0           | 0           | 4 (2+2)         | 47        |
| -   | Antony              | 1         | 2         | 0    | 0        | 1          | 0          | 0               | 0               | 0           | 0           | 4 (2+2)         | 3         |
| 15. | Francisco Conceição | 0         | 3         | 0    | 0        | 0          | 0          | 1               | 0               | 0           | 0           | 4 (1+3)         | 28        |
| 16. | Lorenzo Lucca       | 2         | 1         | 0    | 0        | 0          | 0          | 0               | 0               | 0           | 0           | 3 (2+1)         | 16        |
| 18. | Daley Blind         | 0         | 2         | 0    | 0        | 0          | 0          | 0               | 0               | 0           | 0           | 2 (0+2)         | 19        |
| 19. | Mika Godts          | 0         | 1         | 0    | 0        | 0          | 0          | 0               | 0               | 0           | 0           | 1 (0+1)         | 4         |

### Lapok
Minden egyes lap be van írva amit Ajax-játékos kapott az idei szezonban.
A bajnokságban idén is eltiltás jár 5 sárga lap után. A következő játékosok, Brian Brobbey, Davy Klaassen és Daley Blind hoztak magukkal sárga lapot, mivel az előző bajnokság utolsó 2 fordulójában kaptak sárga lapot és azért nem járt eltiltás.
Edson Álvarez pedig egy egy mérkőzésre szóló eltiltást hozott magával, mivel a tavalyi szezon utolsó fordulójában kapta meg az 5. sárga lapját, így idén az 1. fordulóban nem játszhatott.
A szövetség szabályai szerint ha egy játékos egy mérkőzésen 2 sárga lap után kap pirosat, akkor a piros lap törli a két sárgát és egyik sem növeli a játékos sárga lapjainak számát. Az ilyen esetekben itt sincsenek beírva a sárga lapok a játékosokhoz, csupán a piros.
A dőlt betűvel írt játékosok szezon közben eligazoltak vagy kölcsönbe mentek.
| SÁRGA LAPOK | SÁRGA LAPOK         | SÁRGA LAPOK | SÁRGA LAPOK | SÁRGA LAPOK | SÁRGA LAPOK | SÁRGA LAPOK     | SÁRGA LAPOK |
| No.         | Játékos neve        | ÖSSZESEN    | Bajnokság   | Kupa        | Szuperkupa  | Bajnokok Ligája | Európa Liga |
| ----------- | ------------------- | ----------- | ----------- | ----------- | ----------- | --------------- | ----------- |
| 01.         | Edson Álvarez       | 16          | 10          | 3           | 1           | 2               | 0           |
| 02.         | Steven Berghuis     | 9           | 5           | 1           | 1           | 1               | 1           |
| 03.         | Kenneth Taylor      | 8           | 4           | 2           | 0           | 2               | 0           |
| 04.         | Dušan Tadić         | 6           | 3           | 1           | 1           | 0               | 1           |
| -           | Jurriën Timber      | 6           | 3           | 1           | 0           | 2               | 0           |
| -           | Jorge Sánchez       | 6           | 3           | 2           | 0           | 1               | 0           |
| 07.         | Davy Klaassen       | 5           | 3           | 0           | 1           | 0               | 1           |
| -           | Devyne Rensch       | 5           | 2           | 1           | 1           | 1               | 0           |
| 09.         | Francisco Conceição | 4           | 3           | 0           | 0           | 1               | 0           |
| -           | Mohammed Kudus      | 4           | 1           | 0           | 1           | 1               | 1           |
| 11.         | Florian Grillitsch  | 2           | 2           | 0           | 0           | 0               | 0           |
| -           | Calvin Bassey       | 2           | 0           | 0           | 0           | 1               | 1           |
| -           | Gerónimo Rulli      | 2           | 1           | 1           | 0           | 0               | 0           |
| -           | Steven Bergwijn     | 2           | 0           | 1           | 0           | 1               | 0           |
| -           | Owen Wijndal        | 2           | 1           | 1           | 0           | 0               | 0           |
| 16.         | Lorenzo Lucca       | 1           | 1           | 0           | 0           | 0               | 0           |
| -           | Brian Brobbey       | 1           | 1           | 0           | 0           | 0               | 0           |
| -           | Kian Fitz-Jim       | 1           | 0           | 1           | 0           | 0               | 0           |
| -           | Jorrel Hato         | 1           | 1           | 0           | 0           | 0               | 0           |
| -           | Daley Blind         | 1           | 1           | 0           | 0           | 0               | 0           |
| ÖSSZESEN    | ÖSSZESEN            | 84          | 45          | 15          | 6           | 13              | 5           |

| PIROS LAPOK | PIROS LAPOK    | PIROS LAPOK | PIROS LAPOK | PIROS LAPOK | PIROS LAPOK | PIROS LAPOK     | PIROS LAPOK |
| No.         | Játékos neve   | ÖSSZESEN    | Bajnokság   | Kupa        | Szuperkupa  | Bajnokok Ligája | Európa Liga |
| ----------- | -------------- | ----------- | ----------- | ----------- | ----------- | --------------- | ----------- |
| 01.         | Calvin Bassey  | 1           | 0           | 0           | 1           | 0               | 0           |
| -           | Dušan Tadić    | 1           | 0           | 0           | 0           | 1               | 0           |
| -           | Devyne Rensch  | 1           | 1           | 0           | 0           | 0               | 0           |
| -           | Edson Álvarez  | 1           | 0           | 0           | 0           | 0               | 1           |
| -           | Kenneth Taylor | 1           | 0           | 1           | 0           | 0               | 0           |
| ÖSSZESEN    | ÖSSZESEN       | 5           | 1           | 1           | 1           | 1               | 1           |

### Egy tétmérkőzésen legtöbb gólt szerző játékosok
A következő táblázatban a csapat azon játékosai szerepelnek akik az idei szezonban a legtöbb gólt – legalább 3-at – szerezték egy tétmérkőzésen.
| #  | Játékos         | Gólok | Dátum               | Mérkőzés típusa | Végeredmény             |
| -- | --------------- | ----- | ------------------- | --------------- | ----------------------- |
| 1. | Steven Bergwijn | 3     | 2022. augusztus 14. | Eredivisie      | Ajax – FC Groningen 6ː1 |

### Büntetők
A következő táblázat a csapat idei büntetőit mutatja meg, amiket tétmérkőzéseken lőttek. A büntetők sorrendje a dátum szerint van megadva.
| #  | Játékos         | Büntető | Dátum               | Mérkőzés tipusa | Végeredmény                 |
| -- | --------------- | ------- | ------------------- | --------------- | --------------------------- |
| 1. | Steven Berghuis | GÓL     | 2022. augusztus 14. | Eredivisie      | Ajax – FC Groningen 6ː1     |
| 2. | Dušan Tadić     | GÓL     | 2022. október 8.    | Eredivisie      | FC Volendam – Ajax 2ː4      |
| 3. | Steven Bergwijn | GÓL     | 2022. október 12.   | Bajnokok Ligája | Napoli – Ajax 4ː2           |
| 4. | Dušan Tadić     | GÓL     | 2023. január 11.    | Holland-kupa    | FC Den Bosch – Ajax 0ː2     |
| 5. | Dušan Tadić     | GÓL     | 2023. január 29.    | Eredivisie      | SBV Excelsior – Ajax 1ː4    |
| 6. | Dušan Tadić     | GÓL     | 2023. február 19.   | Eredivisie      | Ajax – Sparta Rotterdam 4ː0 |
| 7. | Dušan Tadić     | GÓL     | 2023. május 16.     | Eredivisie      | FC Groningen – Ajax 2ː3     |

### Kapusok – Clean Sheet
A következő táblázatban azt olvashatjuk, hogy az Ajax melyik kapusának volt idén a legtöbb olyan mérkőzése melyen nem kapott gólt, vagyis másnéven Clean Sheet-je.
Minden kapusnál csak azok a mérkőzések vannak beleszámítva, melyeken végig a pályán volt.
| No. | Kapus          | Bajnokság | Bajnokság | Kupa  | Kupa | Szuperkupa | Szuperkupa | Bajnokok Ligája | Bajnokok Ligája | Európa Liga | Európa Liga | CLEAN SHEET | Mérk. sz. | Arány |
| No. | Kapus          | Mérk.     | C.S.      | Mérk. | C.S. | Mérk.      | C.S.       | Mérk.           | C.S.            | Mérk.       | C.S.        | CLEAN SHEET | Mérk. sz. | Arány |
| --- | -------------- | --------- | --------- | ----- | ---- | ---------- | ---------- | --------------- | --------------- | ----------- | ----------- | ----------- | --------- | ----- |
| 01. | Gerónimo Rulli | 19        | 7         | 4     | 2    | 0          | 0          | 0               | 0               | 2           | 1           | 10          | 25        | 40%   |
| 02. | Remko Pasveer  | 15        | 4         | 1     | 1    | 0          | 0          | 6               | 1               | 0           | 0           | 6           | 22        | 28%   |
| 03. | Jay Gorter     | 0         | 0         | 0     | 0    | 1          | 0          | 0               | 0               | 0           | 0           | 0           | 1         | 0%    |

## Érdekességek, rekordok, jubileumok

### Vegyes
- ÁTIGAZOLÁSI-REKORD ǃǃǃ Az Ajax július 8-án bejelentette, hogy leszerződtette a holland válogatott Steven Bergwijnt az angol Tottenham csapatától. Összesen 31,25 millió eurót fizettek érte, így Bergwijn lett minden idők eddigi legdrágább Ajax-igazolása és az Eredivisie legdrágábbja is lett, megelőzve Sébastien Hallert aki eddig tartotta a rekordot.[26]
- LEGDRÁGÁBBAN ELIGAZOLT VÉDŐ ǃǃǃ Az Ajax 3 szezon után eladta argentin védőjét, Lisandro Martínezt. Az angol Manchester United igazolta őt le, akik 57,37 millió eurót fizettek érte, amihez néhány feltétel teljesülése után még 10 millió euró jöhet. Így Martínez lett az Ajax és az Eredivisie legdrágább áron távozó hátvédje.[27]
- LEGDRÁGÁBBAN LEIGAZOLT VÉDŐ ǃǃǃ Az Ajax júliusban leigazolta a nigériai védőt, Calvin Basseyt a skót Glasgow Rangers csapatától. Összesen 23 millió eurót fizettek a játékosért aki így a csapat és a bajnokság történetének eddigi legdrágább védőjévé vált. Ennyi pénzért holland csapat még sosem igazolt védőt.
- Július 30-án az Ajax és a PSV Eindhoven lejátszotta a Holland-szuperkupa 31. döntőjét. A mérkőzést a PSV nyerte 5ː3-ra, így a mérkőzésen esett 8 góllal ez lett a Szuperkupa történetének eddigi leggólgazdagabb döntője.
- Az Ajax a szezon végéig kölcsönvette az olasz AC Pisa fiatal támadóját, a szintén olasz Lorenzo Luccat. Így ő lett a csapat történetének első olasz labdarúgója.
- Már a bajnokság 1. fordulójában a Fortuna Sittard ellen az Ajax a 6. percben megkapta idei első gólját. Ennél gyorsabban utoljára 50 éve, az 1961-62-szezonban kapták meg az első góljukat a bajnokságban. Akkor az FC Utrecht (akkori nevén DOS Utrecht) csapata már az 1. percben szerzett vezetést ellenük.
- Az Ajax csapatkapitánya, a szerb Dušan Tadić a bajnokság 1. fordulójában adott egy gólpasszt és megszerezte 226. pontját az Eredivisieben. Ezzel a 226 ponttal (108 gól és 118 gólpassz) pedig megelőzte a ranglistán 225 ponttal rendelkező visszavonult holland támadót, Dirk Kuijt-öt és átvette a vezetést. Ezzel ő lett az Eredivisie leghatékonyabb támadója a 21. században.[28]
- A bajnokság 2. fordulójában az Ajax holland támadója, Steven Bergwijn lejátszotta élete első hazai bajnoki mérkőzését az Ajax csapatában. Ezen a mérkőzésen 3 gólt szerzett, így ő lett az Ajax történetében a 3. játékos aki első hazai bajnokiján mesterhármast szerzett és 1967 óta pedig ő az első ilyen játékosa a csapatnak.
- A bajnokság 2. fordulójában már pályára is lépett Lorenzo Lucca,  aki az Ajax történetének első olasz játékosa.
- Az Ajax a bajnokság első 4 fordulójában hibátlanul teljesített, így lett Alfred Schreuder 25 év után a csapat első edzője aki Ajax-edzőként élete első 4 bajnoki mérkőzését megnyerte. Utoljára ez a dán Morten Olsennek sikerült az 1997/98-as szezonban, ő annak idején 11 győzelemmel indított mint az Ajax-edzője. Schreuder végül 6 győztes mérkőzést követően szenvedett vereséget.
- ÁTIGAZOLÁSI REKORD ǃǃǃ Augusztus végén az angol Manchester United leigazolta az Ajax fiatal brazil támadóját Antonyt. Összesen 95 millió eurót fizettek érte ami bónuszokkal felmehet a jövőben 100 millióra is. Így ő lett az Ajax és az Eredivisie valaha volt legdrágábban eladott játékosa, a listán a 86 millióért eladott Frenkie de Jongot előzte meg.
- A bajnokság 5. fordulójában lejátszotta 200. tétmérkőzését az Ajax csapatában a csapat szerb támadója, Dušan Tadić. Ő a csapat 60. játékosa aki elérte a 200-as mérkőzésszámot. Ezen mérkőzések alatt összesen szerzett 92 gólt és 93 gólpasszt adott.
- A bajnokság 6. fordulójában Dušan Tadić három gólpasszal járult hozzá a sikerhez, ez volt karrierje során a 3. Eredivisie-mérkőzése amikor legalább 3 gólpasszt tudott adni egy mérkőzésen. Így ő lett a 21. században az Eredivisie 3. játékosa akinek sikerült legalább 3 gólpasszt adnia 3 különböző mérkőzésen. Előtte csupán Luis Suáreznek és Mika Nurmelanak sikerült ez.
- Szeptember 3. és 10. között az Ajax mindhárom mérkőzését – SC Cambuur ellen 4-0 (Eredivisie), Glasgow Rangers ellen 4-0 (BL) és SC Heerenveen ellen 5-0 (Eredivisie) – legalább 4 góllal nyerte meg. A 21. században ez a második alkalom, hogy egymás után három tétmérkőzést is legalább 4 gólos különbséggel nyerjenek meg.
- A bajnokság 8. fordulójában Davy Klaassen a 194. bajnoki mérkőzésén gólt szerzett és így megszerezte 100. pontját – 67 gól és 33 gólpassz – az Eredivisieben. A 21. században ő az Ajax negyedik játékosa akinek sikerült elérnie a 100 pontot a bajnokságban. Előtte csak Klaas-Jan Huntelaarnak, Luis Suáreznek és Dušan Tadićnak sikerült ez.
- A BL-csoportkörének 3. fordulójában a Napoli ellen játszotta le Dušan Tadić a 205. tétmérkőzését az Ajax csapatában. Ezzel megelőzte Velibor Vasovićot aki bár még jugoszláv válogatott volt de ő is szerb labdarúgó volt. Így Tadić lett az Ajax legtöbb tétmérkőzésen pályára lépő szerb játékosa.
- A 13. fordulóban lejátszott mérkőzésen a PSV Eindhoven ellen az Ajax gólját egy olasz támadó, Lorenzo Lucca szerezte. Ő lett a csapat történetének első olasz gólszerzője.
- 27 ÉV UTÁN ELŐSZÖR ǃǃǃ A 14. fordulóban az Ajax 3ː3-as döntetlent játszott az FC Emmen vendégeként. Ez volt a egymás után a 13. tétmérkőzése a csapatnak amikor gólt kaptak, ez utoljára 27 évvel ezelőtt, 1985-ben fordult elő. A mérkőzésen az Ajax 2 gólos előnyben volt de nem tudtak nyerni. Utoljára 2 gólos előnyből a 2018/19-es szezon 18. fordulójában az SC Heerenveen elleni 4ː4 során nem tudtak nyerni.
- 100 GÓLPASSZ ǃǃǃ A 14. fordulóban az Ajax szerb támadója, Dušan Tadić a 214. tétmérkőzésén megszerezte 100. gólpasszát az Ajax játékosaként, aztán még azon a mérkőzésen megszerezte a 101. gólpasszát is.
- A 14. fordulóban Davy Klaassen, az Ajax holland középpályása pályára lépett 200. Eredivisie-mérkőzésén az Ajax csapatában.
- LEGDRÁGÁBB KAPUS ǃǃǃ Az Ajax januárban szerződtette az argentin válogatott kapust a Villarreal csapatától, Gerónimo Rullit akiért 8 millió eurót fizettek. Ezzel ő lett a csapat és az Eredivisie eddigi legdrágább kapusa. A bajnokság eddigi ledrágább kapusa a holland Joël Drommel volt akit még 2021-ben igazolt a PSV Eindhoven összesen 3,5 millió euróért.
- A 16. fordulóban sem tudott nyerni az Ajax, így ez volt sorozatban az 5. nyeretlen bajnoki mérkőzésük. Utoljára 2011-ben volt ilyen hosszú nyeretlen sorozatuk a bajnokságban.
- 58 ÉV UTÁN ÚJRA ǃǃǃ Az Ajax a 18. fordulóban is csak döntetlent játszott így ez volt sorozatban a 7. nyeretlen bajnoki mérkőzésük. Utoljára 58 éve, az 1964/65-ös szezonban játszottak egymás után 7 nyeretlen mérkőzést a bajnokságban. Akkor a szezon utolsó 7 fordulójában nem tudtak nyerni.
- A 18. fordulóban Dušan Tadić egymás után a 145. bajnoki mérkőzésén is pályára lépett az Ajax csapatában. Így ő lett az Eredivisie történetének egymás után a legtöbb mérkőzésen pályára lépő idegenlégiós játékosa. A magyar kapust, Babos Gábort előzte meg aki 144 mérkőzésen lépett pályára egymás után.[29]
- A 19. fordulóban a fiatal holland válogatott védő, Jurriën Timber lejátszotta 100. tétmérkőzését az Ajax csapatában. Ő lett a csapat történetének 175. játékosa aki legalább 100 tétmérkőzésen pályára lépett.
- A 20. fordulóban az Ajax fiatal sajátnevelésű holland balhátvédje, Jorrel Hato bemutatkozott az Eredivisieben is. A mérkőzés napján 16 éves és 335 napos volt. Ő a csapat történetének harmadik legfiatalabb játékosa aki az pályára lépett az Eredivisie-ben. Csupán Ryan Gravenberch és Clarence Seedorf mutatkoztak be fiatalabban.
- A 21. fordulóban a holland válogatott középpályás, Davy Klaassen pályára lépett a 300. tétmérkőzésén is az Ajax csapatában. Ő a csapat történetének 27. játékosa aki legalább 300 tétmérkőzésen pályára lépett, a 21. században pedig Daley Blind és Maarten Stekelenburg után a harmadik.
- Szintén a 21. fordulóban John Heitinga, az Ajax januárban kinevezett edzője megnyerte sorozatban a harmadik bajnoki mérkőzését is. Utoljára 32 éve fordult elő az Ajax csapatánál, hogy egy szezon közben kinevezett edző megnyerje első 3 bajnoki mérkőzését. Akkor, az 1981. márciusában kinevezett holland Aad de Mosnak sikerült ez, ő 6 győztes bajnoki mérkőzéssel indította edzői karrierjét az Ajaxnál.
- TADIČ 100. GÓLJA ǃǃǃ A bajnokság 22. fordulójában Dušan Tadić az Ajax csapatában megszerezte 100. gólját is tétmérkőzésen. Ő lett a csapat történetének 20. játékosa és 4. idegenlégiósa aki legalább 100 gólt tudott rúgni tétmérkőzéseken. Erre összesen 225 mérkőzésre volt szüksége. Csapaton belül utoljára Luis Suáreznek sikerült elérnie a százas határt még 2010-ben.
- 150 MÉRKŐZÉSEN 150 PONT ǃǃǃ A bajnokság 23. fordulójában Dušan Tadić lejátszotta 150. bajnoki mérkőzését az Ajax csapatában. Ezen mérkőzéseken összesen 150 gólban játszott főszerepet. Összesen 73 gólt szerzett és 77 gólpasszt adott.[30]
- A 25. fordulóban John Heitinga az Ajax edzőjeként megnyerte 7. bajnoki mérkőzését is. A csapat történetében ő a 4. edző akinek sikerült megnyernie az első 7 bajnoki mérkőzését. A csúcsot Morten Olsen tartja aki 11 győzelemmel indított a csapatnál, őt követi Hans Kraay és Cor Brom 7-7 győzelemmel.[31] Heitinga a 8. mérkőzésén végül vereséget szenvedett.
- 300. BAJNOKI MÉRKŐZÉS ǃǃǃ A 26. fordulóban pályára lépett karrierje 300. bajnoki mérkőzésén az Eredivisieben az Ajax középpályása, Steven Berghuis. Összesen 5 csapatban (Feyenoord 149, AZ Alkmaar 70, AFC Ajax 57, VVV-Venlo 16, FC Twente 8) lépett pályára ez idő alatt, ósszesen 107 gólt szerzett és 78 gólpasszt adott.
- 164 MÉRKŐZÉS UTÁN ǃǃǃ A 26. fordulóban az Ajax kikapott a Feyenoord csapatától úgy, hogy a félidőben még vezetett. 2014. augusztusa óta egymás után összesen 164 bajnoki mérkőzésen nem kaptak ki ha a félidőben vezettek. Ez a sorozat most megszakadt.
- LEGTÖBB SÁRGA LAP !!! A 29. fordulóban a csapat mexikói középpályása, Edson Álvarez megkapta ebben a szezonban a 10. sárga lapját is. Ő lett a csapat történetének első játékosa, aki a bajnokságban egy szezonon belül legalább 10 sárga lapot kapott.

### Örökrangadók
- Az Ajax ebben a szezonban nem tudott bajnoki mérkőzésen nyerni a Feyenoord ellen. Utoljára 11 évvel ezelőtt – 2011/12-ben – fordult elő, hogy a bajnokságban a De Klassieker egyik mérkőzésén sem tudott nyerni az Ajax.
- A 26. fordulóban a Feyenoord legyőzte az Ajaxot hazai pályán. Utoljára 2005. augusztus 28-án tudott nyerni a Feyenoord tétmérkőzést Amszterdamban.
- 21 SZEZON UTÁN ÚJRA ǃǃǃ Az idei szezonban az Ajax mindkét hazai rangadóját elvesztette, a PSV Eindhoven és a Feyenoord ellen is. Utoljára a 2000/01-es szezonban fordult elő, hogy az Ajax mindkét nagy ellenfele elleni hazai bajnoki mérkőzését is elbukja.
- A bajnokság 30. fordulójában lejátszották a De Topper – az Ajax és a PSV közti rangadó – 171. tétmérkőzését. A mérkőzést a PSV Eindhoven csapata nyerte, akik így egymás után már a 4. tétmérkőzésüket nyerték meg az Ajax ellen. Utoljára és eddig egyetlen alkalommal 26 évvel ezelőtt nyert egymás után négy tétmérkőzést a PSV az Ajax ellen. Az ötödik mérkőzésük, a holland kupa döntője már döntetlennel végződött.
- A TÖRTÉNELEM SORÁN ELŐSZÖR ǃǃǃ Az idei szezonban az Ajax elvesztette a Feyenoord és a PSV Eindhoven elleni mindkét mérkőzését a bajnokságban. Az Eredivisie történetében (1956- ) most fordult elő első alkalommal hogy mind a négy nagy rangadóját bukja egy szezonon belül az Ajax.

### Bajnokok Ligája
- A csoportkör 1. fordulójában a Glasgow Rangers ellen aratott 4ː0-ás győzelem napján az Ajax ghánai támadója, Mohammed Kudus gólt szerzett, gólpasszt adott és a passzhatékonysága tökéletes volt. Az utolsó 15 évben a BL-ben csupán ő a 7. játékos akinek sikerült ezt elérnie egy mérkőzés alatt. Utoljára Serge Gnabry-nak sikerült ez a 2019-20-as szezon negyeddöntőjében az FC Barcelona ellen.
- A csoportkör 1. fordulójában az Ajaxban pályára lépett a sajátnevelésű Youri Baas is. Ő volt a csapat 50. sajátnevelésű játékosa aki pályára lépett az 1992-93-as szezon óta futó BL-ben. Az Ajax lett az első csapat akik már legalább 50 sajátnevelésű játékost vetettek be a BL-ben.
- A 100. KUPAMÉRKŐZÉS ǃǃǃ A csoportkör 2. fordulójában Daley Blind lejátszotta élete 100. nemzetközi kupamérkőzését (58 Bajnokok Ligája, 30 Európa Liga és 12 BL-selejtező). Összesen 2 csapatban lépett pályára nemzetközi kupamérkőzésen, az AFC Ajax csapatában 71 alkalommal, a Manchester Unitedban pedig 21 alkalommal[32]
- AZ ELSŐ PIROS LAP ǃǃǃ Az Ajax csapatkapitánya, a szerb Dušan Tadić piros lapot kapott a csoportkör 3. fordulójában. Tadić a 2007/08-as szezontól profi játékos, már több mint 600 mérkőzésen lépett pályára de ez volt karrierje során az első piros lapja.
- A csoportkör 4. fordulójában az Ajax 4ː2-re kapott ki a Napoli csapatától Olaszországban. Már a 16. percben 2ː0 volt az állás, így most fordult elő először, hogy az Ajax 2 gólt kapjon egy BL-mérkőzés első 16 percében.
- A csoportkör 4. fordulójában a Napoli támadója, Hirving Lozano már a 206. másodpercben megszerezte a vezetést az Ajax ellen, így 2005 szeptembere óta ez volt a leggyorsabb gól a BL-ben amit kapott az Ajax, akkor Freddie Ljunberg talált be már a 79. másodpercben.
- A 200. BL-GÓL ǃǃǃ A csoportkör 4. fordulójában Steven Bergwijn góljával az Ajax megszerezte 200. gólját az 1992-ben indult Bajnokok Ligája főtábláján.
- A Napoli csapata a csoportkör két mérkőzésén összesen 10 gólt lőtt az Ajaxnak, az 1984/85-ös szezon óta most kapott először 10 gólt az Ajax egy szezonon belül egy ellenféltől, abban a szezonban a PSV Eindhoven csapata lőtt nekik 11 gólt 4 mérkőzés (2 bajnoki és 2 kupamérkőzés) alatt.
- Az Ajax a csoportkör első 4 fordulójában 3 vereséget szenvedett el. A BL-ben most fordult elő második alkalommal hogy ennyi alkalommal kapjanak ki a csoportkör első 4 fordulójában. Először a 2004-05-ös szezonban kezdtek ilyen rosszul.
- A LEGIDŐSEBB KEZDŐCSAPAT ǃǃǃ A csoportkör 5. fordulójában az Ajax kezdőcsapatának átlagéletkora 27 év 295 nap volt. Ez volt a csapat történetének eddigi legidősebb átlagéletkorú kezdőcsapata a Bajnokok Ligájában.
- A csoportkör 3. 4. és 5. fordulójában is legalább 3 gólt kapott az Ajax (1ː6, 4ː2, 0ː3). Az Ajax történetében most fordult elő először, hogy a csapat egymást követő 3 nemzetközi kupamérkőzésen is legalább 3 gólt kapjon.
- AZ ELSŐ PORTUGÁL GÓL ǃǃǃ A csoportkör 6. fordulójában az Ajax fiatal portugál támadója, Francisco Conceição gólt szerzett a Glasgow Rangers ellen. Így a 21. században ő az első portugál játékos aki holland csapat játékosaként gólt szerzett a BL-ben. Ő az Ajax második portugál játékosa aki 1956 óta gólt szerzett a BEK / BL sorozatban.

### Válogatottak
- Szeptember 22-én a Nemzetek Ligája-csoportkör 5. fordulójában az Ajax két játékosa, Remko Pasveer és Kenneth Taylor is debütáltak a Holland-válogatottban. Remko Pasveer a mérkőzés napján 38 éves és 318 napos volt, így ő lett a 2. legidősebb játékos aki debütált a holland válogatottban. A rekordot Sander Boschker tartja aki szintén kapus volt, ő 39 évesen és 224 naposan debütált még 2010-ben.

### Eddigi legtöbb Ajax-játékos egy világbajnokságon
- A 2022 végén megrendezett katari Világbajnokság során összesen 11 játékos képviselte az Ajax csapatát. Ennyi játékost még sosem adott a csapat egy világbajnokságra. Ezen 11 játékosból 7 holland válogatott volt, így most fordult elő harmadik alkalommal, hogy a holland válogatott keretében 7 Ajax játékos szerepeljen egy világbajnokságon. Az 1990-es és az 1994-es VB alatt szerepelt 7-7 Ajax játékos a holland keretben.

### Történelmi nagyságú vereség 1956 óta
- Október 4-én, a BL csoportkör 3. fordulójában az Ajax hazai pályán szenvedett súlyos vereséget a Napoli csapatától. Az olaszok 1ː6-ra győztek Amszterdamban. Az Ajax története során még soha nem szenvedett ekkora vereséget hazai pályán a profi érában (1956/57- ). Ez a vereség pedig csatlakozott a csapat eddigi legnagyobb arányú veresége mellé. Még 1964 novemberében kaptak ki 5 góllal Rotterdamban (9ː4) egy bajnoki mérkőzésen a Feyenoord csapatától.

### Az 1500. bajnoki győzelem
- A bajnokság 24. fordulójában az Ajax legyőzte a NEC Nijmegen csapatát, így első holland csapatként megszerezte 1500. győzelmét az Eredivisie alapszakaszában. Az Ajax az elejétől kezdve (1956/57- ) az Eredivisie tagja. Azóta lejátszottak 2243 mérkőzést, melyeken 1500 győzelmet, 399 döntetlent és 344 vereséget értek el.

### Félbeszakított mérkőzések
- Áprilisban, a holland kupa elődöntőjében a Feyenoord elleni, Rotterdamban megrendezett mérkőzést kétszer is meg kellett szakítani, a hazai szurkolók miatt.[33]
- A bajnokság 32. fordulójában, május 14-én az FC Groningen – Ajax mérkőzést is két alkalommal szakították meg, mivel a hazai szurkolók füstbombákat dobáltak a pályára. Az első incidens után még újrakezdték a mérkőzést, aztán a 9. percben újra megtörtént ugyanez és a második alkalom után a bíró már nem engedte pályára a csapatokat. Két nappal később, május 16-án játszották le a mérkőzés maradék részét zárt kapuk mögött.[34]